# 天王寺駅

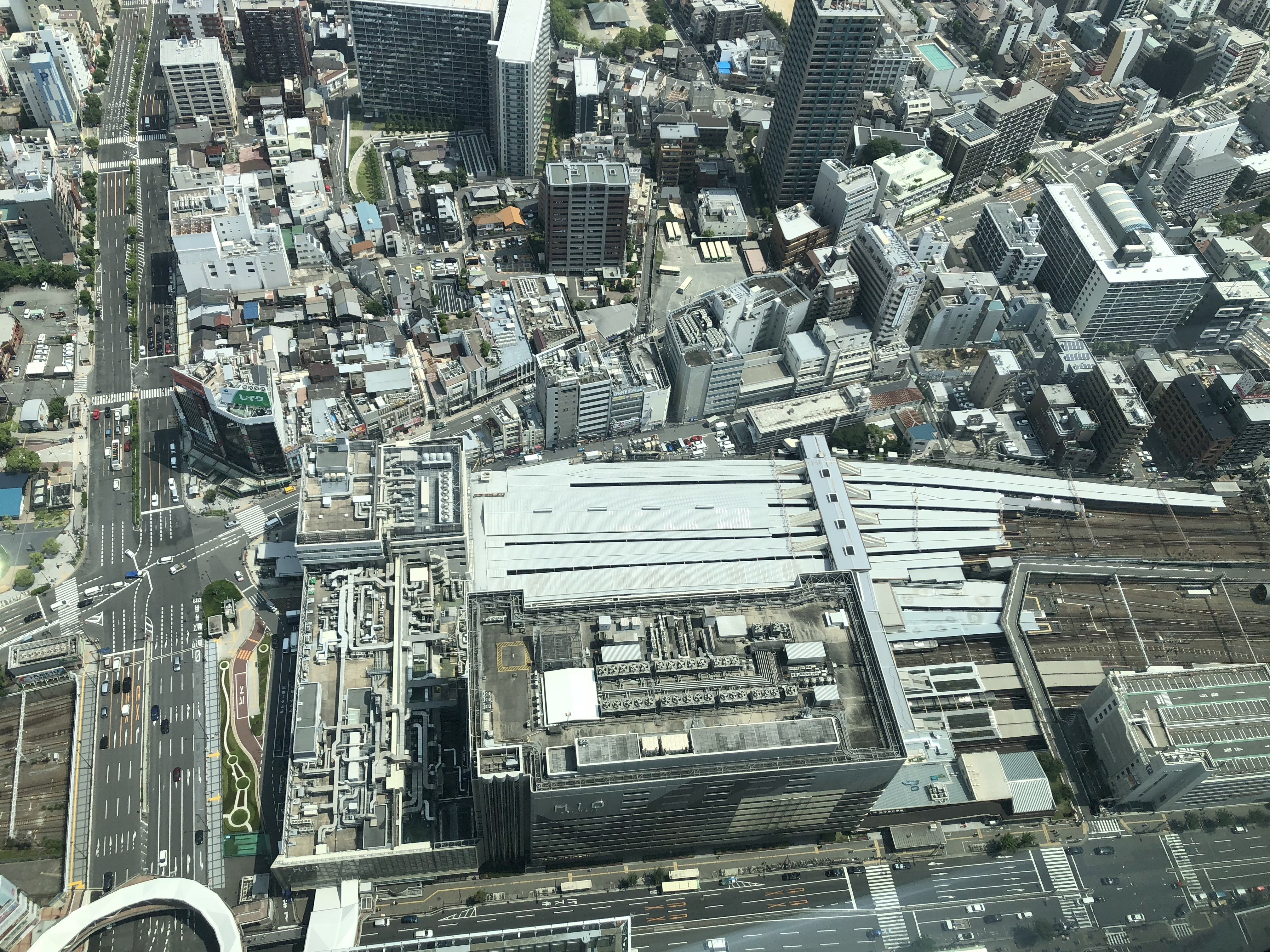
天王寺駅周辺「あべのハルカスから撮影」（2018年6月）

天王寺駅（てんのうじえき）は、大阪府大阪市天王寺区悲田院町及び阿倍野区阿倍野筋一丁目にある、西日本旅客鉄道（JR西日本）・大阪市高速電気軌道（Osaka Metro）・阪堺電気軌道（阪堺電車）の駅である。
本項では阿倍野区阿倍野筋一丁目にある阪堺電気軌道（阪堺）の駅である天王寺駅前停留場（てんのうじえきまえていりゅうじょう）と廃止された南海電気鉄道（南海）の駅についても記述する。

## 概要
大阪南部のターミナル駅として、難波とともに大阪の南玄関としての機能を二分する役割をもつ。あびこ筋を挟んで近鉄南大阪線の起点駅である大阪阿部野橋駅と隣接しており、駅周辺の繁華街は2大繁華街のキタ（梅田）やミナミ（難波）に次ぐ規模を誇る。2014年には阿部野橋駅直上に当時日本一の高さを誇った近鉄グループの超高層ビル・大阪阿部野橋駅の駅ビル「あべのハルカス」がオープンしたことで、以前にも増して賑わいを見せている。JR天王寺駅は第3回近畿の駅百選、阪堺の天王寺駅前停留場は第4回近畿の駅百選に選定されている。
駅名は東成郡天王寺村（当時）に最初に開業した駅であることによる。なお、「天王寺」は当駅北方に所在する四天王寺の転訛による地名で、「天王寺」という寺院は存在しない。ちなみに、四天王寺へはOsaka Metro谷町線の四天王寺前夕陽ヶ丘駅が最寄りである。大阪阿倍野橋駅が所在する駅の南側は行政上は阿倍野区であり、「阿倍野」と呼称される。両地区を併せて、「阿倍野・天王寺」とも呼ばれる。
JRの駅はICOCA、Osaka Metroと阪堺の駅はPiTaPa、Osaka Metroの駅はさらに「スルッとKANSAI」対応各種カードの利用エリアに含まれている。

### 乗り入れ・接続路線
JR西日本の乗り入れている路線は、関西本線・大阪環状線・阪和線の3路線である。このうち関西本線は当駅の所属線であり、「大和路線」の愛称設定区間にも含まれている。阪和線は当駅が起点であるが、一部列車は関西本線の線路を介して大阪環状線の西九条駅方面に直通し、阪和線日根野駅から関西空港線、阪和線の終点である和歌山駅から紀勢本線（きのくに線）に直通する列車も乗り入れる。特定都区市内制度における「大阪市内」に属する駅である。大阪環状線にはJR-O01、関西本線（大和路線）にはJR-Q20、阪和線にはJR-R20の駅番号が設定される。事務管コードは▲620831。
Osaka Metroは御堂筋線と谷町線の2路線が乗り入れ、御堂筋線にはM23、谷町線にはT27の駅番号が設定されている。
このほか、阪堺電気軌道の天王寺駅前停留場（駅番号はHN01）に上町線が乗り入れている。また、近接する近畿日本鉄道（近鉄）南大阪線の大阪阿部野橋駅（駅番号はF01）と地下通路・歩道橋で結ばれており、乗換えが可能となっている。

## 歴史

### JR西日本

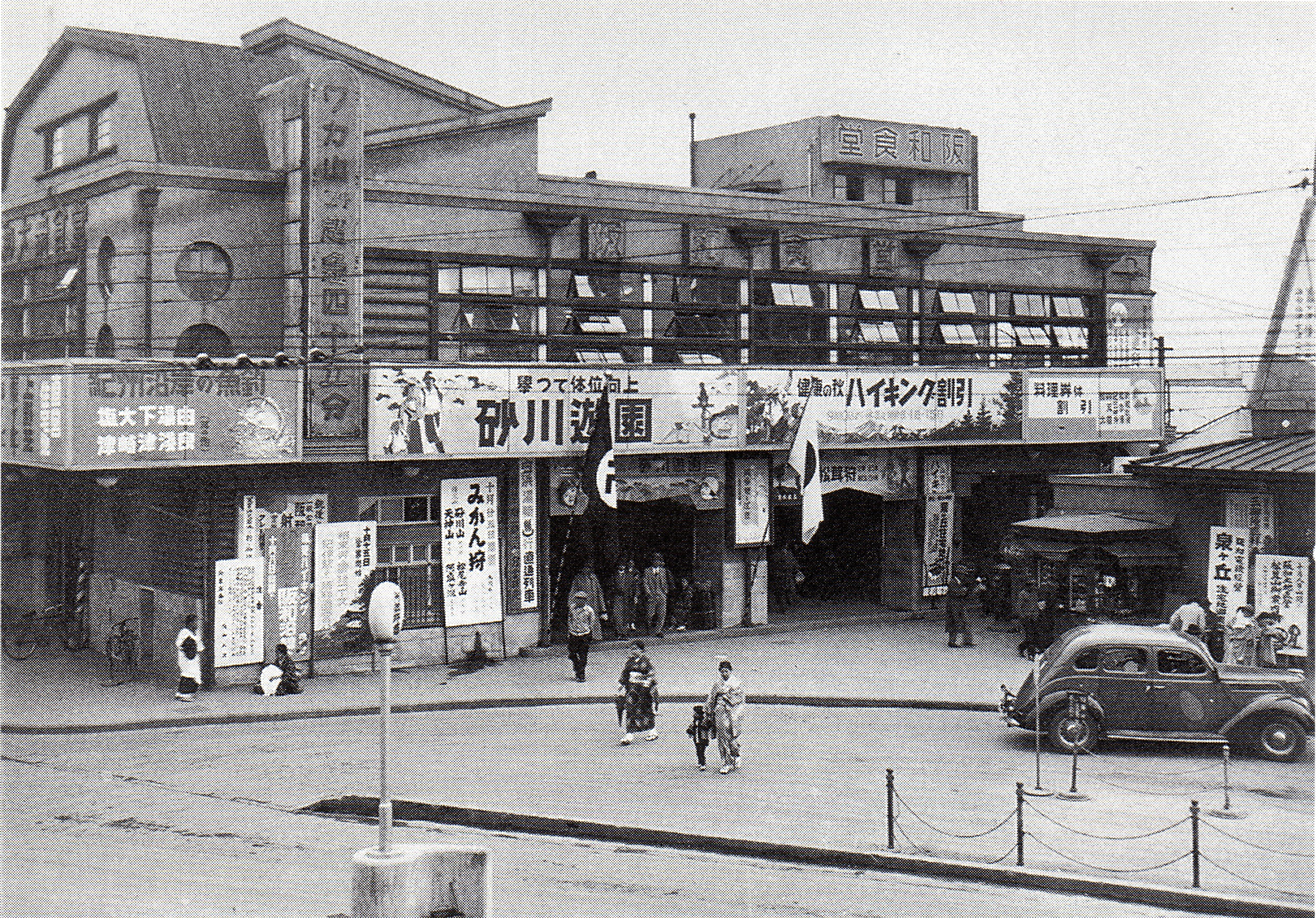
阪和天王寺駅（1938年10月頃）
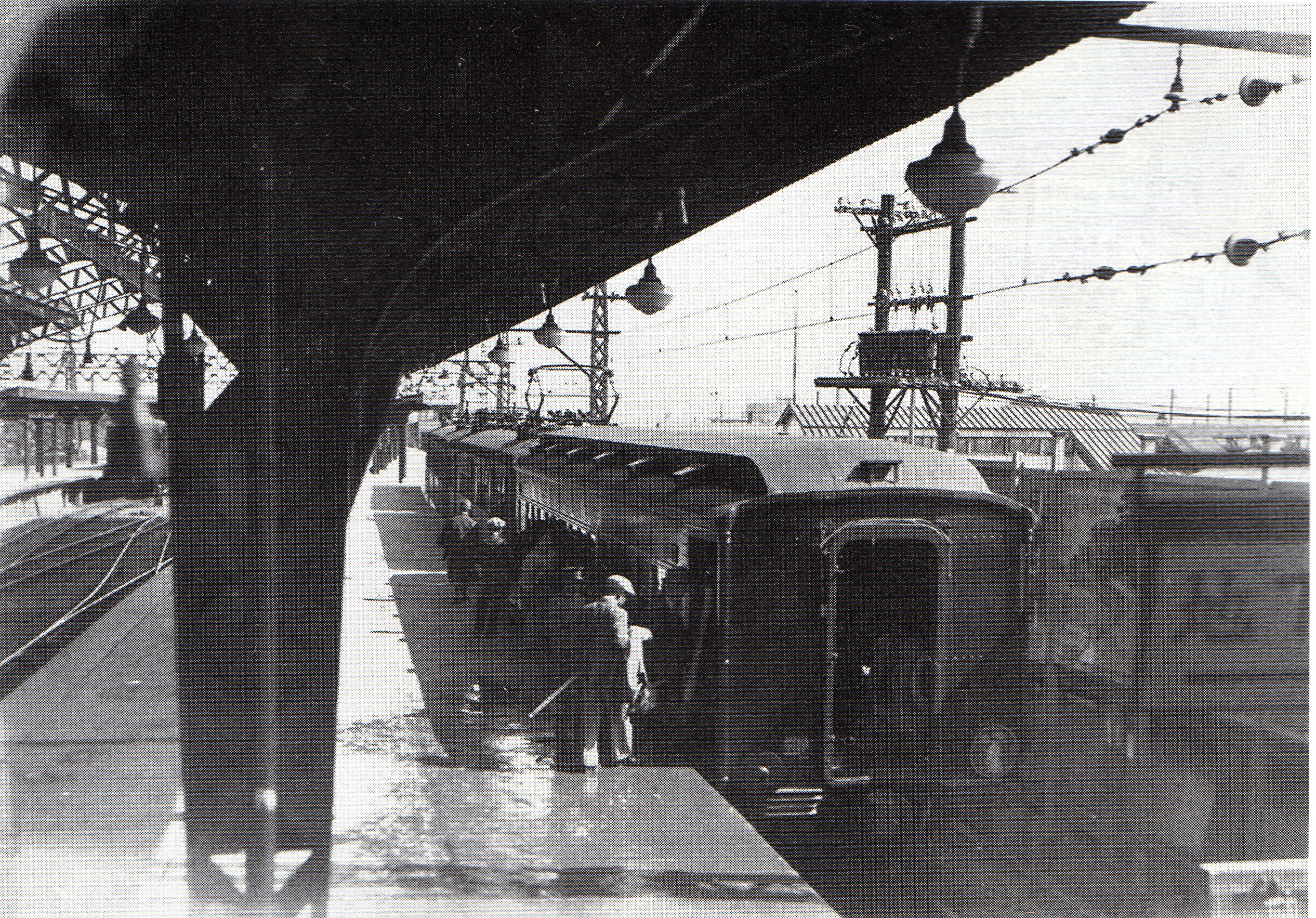
阪和天王寺駅プラットホームに停車する南紀直通列車（1938年頃）
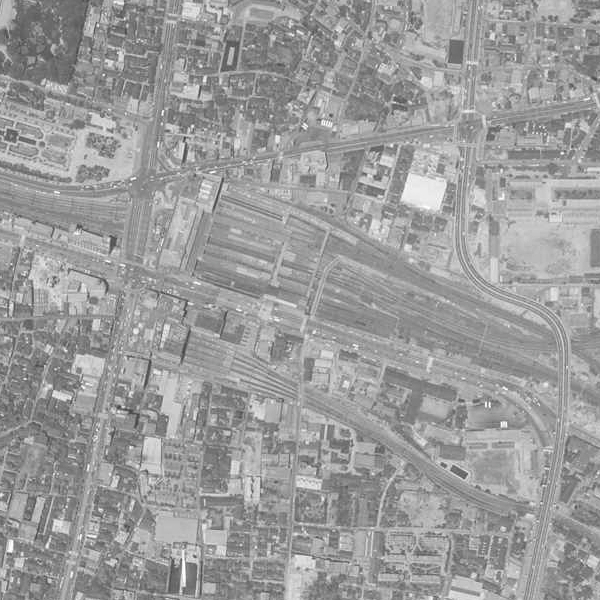
天王寺駅周辺の白黒空中写真（1971年5月9日撮影）
国土交通省 国土地理院 地図・空中写真閲覧サービスの空中写真を基に作成

#### 開業時
天王寺駅の歴史は、初代の大阪鉄道が1889年（明治22年）5月14日にのちの関西本線に当たる路線の、湊町駅（現在のJR難波駅） - 柏原駅間を開通させたときに、その中間駅として開業したことに始まる。当時の天王寺駅周辺は、四天王寺に代表される寺社群の集まる地であり、また明治に入って東成郡の郡役所が置かれて発展しつつある場所であった。大阪市街と町続きであった天王寺村の南で上町台地に掘割を設けて線路を敷いた。大阪鉄道は引き続き、後の大阪環状線に当たる路線の建設を進め、1895年（明治28年）5月28日に玉造駅まで開業し、天王寺駅はその分岐駅となった。1900年（明治33年）6月6日に、関西鉄道が大阪鉄道を合併して関西鉄道の駅となったが、その関西鉄道も1907年（明治40年）10月1日には鉄道国有法により国有化され、国有鉄道の駅となった。この間、周辺は急速に市街地として発展しており、大阪馬車鉄道（のちの阪堺電気軌道上町線）が1900年（明治33年）9月20日に、天王寺が10月27日に相次いで開業して、これらの路線の集まるターミナルとしても発展していくことになった。さらに大阪市電も順次建設が進み、1923年（大正12年）4月13日には2代目の大阪鉄道も後の近鉄南大阪線となる路線を開業した。
この時点で、天王寺駅は掘割の中に東西方向に伸びるプラットホームが3本南北に並ぶ構造となっていた。北側から城東線（現在の大阪環状線の一部）ホーム、関西本線上りホーム、関西本線下り、南海天王寺支線共用ホームの順だった。城東線ホームより北側には貨物積卸場と貨物上屋が並んで貨物扱いを行っており、この部分の西側の地上と同じ高さに駅本屋が設けられていた。駅本屋の北側を東西に抜ける貨物扱い用の道路があり、天王寺駅前交差点から貨物積卸場へ荷車が出入りできるようになっていた。駅本屋は地上の高さにあることから、本屋内からそのままの高さで南へ掘割を横断する跨線橋が架かっており、そこから各ホームへ降りる構造だった。また、駅前には大阪市電や阪堺電気軌道の路面電車が走っており、阪堺電気軌道は掘割を横断する橋で南へ延びていた。2代目大阪鉄道の駅はこの国鉄天王寺駅の南側に隣接して東西方向にプラットホームを設けていた。

#### 阪和電気鉄道の開業による展開
ここにさらに昭和初期には阪和電気鉄道が乗り入れてこようとしていた。この段階で駅の南側には大阪鉄道の駅があり、これらの間に大阪市営地下鉄が建設される予定となっていた。一方、駅の北側には南大阪電気鉄道が駅を建設する予定となっており、既に天王寺駅に乗り入れる余地が残されていなかった。しかし1926年（大正15年）に南大阪電気鉄道は2代目の大阪鉄道に吸収合併されたことから、駅北側の用地は不要となり、この部分を阪和電気鉄道が手に入れて利用することになった。これにより、国鉄の駅の北側に隣接して1929年（昭和4年）7月18日に阪和天王寺駅が開業した。阪和天王寺駅へは、鉄筋コンクリート造の高架線で国鉄の線路を横断して西へ向きを変え、国鉄の貨物積卸場の北側に並んでプラットホームなどが建設された。上町台地の端で国鉄の掘割部分との関係もあり、西側は台地の地面上に直接建設されているが、その東側は盛土になっており、さらにその東側は高架橋となっている。
阪和天王寺駅の大きな特徴としては、資本系列を同じくする新京阪鉄道の天神橋駅や京阪電気鉄道の天満橋駅などと同様、完全に乗降分離されたプラットホームとなっていたことがある。開業時旅客は2面4線の構造であったが、いずれのホームも長い1本のプラットホームになっておらず、東側の降車専用プラットホームと西側の乗車専用プラットホームが区切られた構造になっていた。これにより、東側の降車専用プラットホームに到着した列車から乗客を降ろし、その後乗車専用プラットホームの位置まで移動して、乗客を乗せてから折り返すという運転を行っていた。東側の降車専用プラットホームの西の端には地下道へ降りる階段が設けられており、西側の乗車専用プラットホームの南側のホームの下にある地下道につながっていて、乗車客と完全に分離された形で西側の降車用の改札口へつながる構造であった。乗り場の番号としては、乗車専用が1番から7番の奇数が北から順に、降車専用が2番から8番の偶数が北から順に付番されていた。したがって、1番の乗車専用ホームと同じ線路になっているのは2番の降車専用ホームといった関係だった。また、紀勢本線方面へ直通する列車は編成が長かった関係で、特別に1番乗り場と2番乗り場をつなげた形で使っていた。これらの旅客設備より北側に貨物の留置線があり、旅客ホームより東側に貨物積卸場が設けられた。さらに高架上にある阪和天王寺駅から急勾配のスロープで降りて、国鉄の城東線と結ぶ貨物の受け渡し用の線路が設置され、天王寺駅構内専用の貨車受け渡し用としてロコ1100形電気機関車が製造された。1931年（昭和6年）にはこの受け渡し用の線路の途中から分岐して、高架上の貨物積卸場の下にも引き込み線を造り、2階建ての貨物積卸場となっている。さらに1938年（昭和13年）になると、利用の激増に対応して本来は降車専用であった4番・6番のホームから直接折り返しができるように設備が改造され、降車客用の地下通路は出入り口部分の三面を折りたたんで平面にすることが可能なようにして、混雑時のみこれを展開して利用するように改良された。
国鉄の天王寺駅も利用が急増しており、改良工事を始めることになった。城東線の北側にある貨物扱場からは西側に取り付け道路があって駅前を通っており、物資の搬出入をする車両が駅前の混雑に拍車をかけていることもあり、関西本線を1 kmほど東側に行った場所に貨物扱場を移転させることになった。1934年（昭和9年）に着工して1935年（昭和10年）から利用を開始した。これにより城東線北側の貨物扱場が空き、このスペースに新しい旅客設備を建設して線路を切り替え、順次南側に改良工事を進めていくという方法で旅客設備の改良が行われた。これによりそれまで3面しかなかったプラットホームが5面に増強され、北側から城東線用第1、城東線用第2、関西本線上り、関西本線下り、南海天王寺支線用にそれぞれ割り当てられた。駅の建屋も阪和天王寺駅側に建設した木造の仮駅舎に1937年（昭和12年）3月19日に移転して、その南側で旧駅設備を撤去の上で鉄筋コンクリート4階建ての駅舎の工事が始められた。この工事は基礎まで完成したが、戦争の影響でその後の建設工事が中止された。しかしこれらの一連の改良工事により、大阪環状線と関西本線の旅客設備は現在の姿をほぼ完成させた。
第二次世界大戦中には、1940年（昭和15年）12月1日に阪和電気鉄道は南海鉄道に合併されて阪和天王寺駅は南海天王寺駅となったが、1944年（昭和19年）5月1日には旧阪和電気鉄道に相当する路線が国鉄に買収されて国鉄阪和線となり、南海天王寺駅が国鉄の天王寺駅に統合された。

#### 阪和線ホームの増強
第二次世界大戦後はさらなる利用の増加に対応するための改良工事が行われた。阪和線の貨物列車は天王寺駅で関西本線方面への受け渡しを行っていたが、1952年（昭和27年）9月1日に竜華操車場と杉本町駅を結ぶ阪和貨物線が完成して、天王寺駅を通らずに運行できるようになった。そして天王寺駅の阪和線設備が大改良され、一番北側に南紀方面直通列車専用の機回し線を備えた長いプラットホームが建設された。その南側には合計4本のプラットホームが用意され、1本の線路の両側にプラットホームがあって両側の扉を開いて客扱いをできるような構造とされた。番号は北から順に1番から9番までで、1番・2番が紀勢方面直通列車、3番・4番が快速列車乗り場、5番・6番が降車専用、7番・8番が普通列車乗り場となった。当初は紀勢直通用以外は4両対応だったが、後に6両対応に拡張された。
また、戦争で中止されて木造の仮駅舎となったままだった天王寺駅舎の工事も再開されることになった。国鉄以外の会社も出資する「民衆駅」の形で工事を行うことになり、国鉄・近畿日本鉄道・鉄道弘済会・南海電気鉄道・日本交通公社・日本食堂・都ホテルの各社が出資する天王寺ステーションビル株式会社が設立されて、1960年（昭和35年）7月11日に着工した。鉄筋コンクリート5階建てで、阪和天王寺駅の駅舎のあった部分では地下2階・地上10階の建物とされた。戦前に完成していた基礎工事が流用されたが、建物が大型化したため補強工事を行って使っている。1962年（昭和37年）9月20日に竣工式典が行われ、翌日から使用が開始された。これに合わせて阪和線プラットホームがさらに南側に1面増設されて降車専用9番降り場となった。阪和線の輸送需要の増加はさらに続き、8両編成に対応させるための工事が昭和50年代に実施された。紀勢本線直通ホームにあった機回し線を廃止し、スペースを確保して5面5線の現在に見る阪和線プラットホームを完成させた。しかし阪和電気鉄道時代に降車専用客を通す地下道として建設された構造がプラットホームの下に残されており、それに設計を制約された関係でプラットホームの幅がばらばらになったりプラットホームの屋根の柱の位置が中心からずれたりする影響を受けている。
1989年（平成元年）7月22日には阪和線と関西本線を連絡する短絡線の供用が開始された。2008年（平成20年）3月15日にこの線路は複線化されている。一方で、南海天王寺支線は新今宮駅が国鉄・JRと南海の乗換駅として機能するようになったことと、南海の貨物輸送廃止で国鉄との貨物受け渡しの必要性がなくなったことから存在意義が薄れ、1993年（平成5年）4月1日に廃止された。この土地を利用する形で駅ビルを建設する計画が進められ、1985年（昭和60年）4月5日に天王寺ターミナルビルが国鉄と南海の共同出資で設立され、1992年（平成4年）10月16日に起工、1995年（平成7年）9月14日に「天王寺ミオ」としてオープンした。

#### 年表
- 1889年（明治22年）5月14日：大阪鉄道（初代）が湊町駅（現在のJR難波駅）- 柏原駅間（現在の関西本線の一部）を開通させた際に、同線の駅（一般駅）として開業[5]。
- 1895年（明治28年）5月28日：大阪鉄道の天王寺駅 - 玉造駅間（現在の大阪環状線の一部）が開通[6]。
- 1900年（明治33年）6月6日：大阪鉄道の路線を関西鉄道が承継。関西鉄道の駅となる。
- 1907年（明治40年）10月1日：関西鉄道が国有化[6][5]。官設鉄道（国鉄）の駅となる。
- 1909年（明治42年）10月12日：線路名称設定により、関西本線および城東線（1961年に大阪環状線に改編）の駅となる。
- 1929年（昭和4年）7月18日：阪和電気鉄道の阪和天王寺駅（はんわてんのうじえき）が開業[7]。
- 1931年（昭和6年）6月3日：阪和天王寺駅全面竣工[8]。
- 1933年（昭和8年）
  - 9月1日：阪和天王寺駅の貨物積卸場増築届[9]。
  - 10月27日：阪和天王寺駅の貨物引上線延長届（翌1月19日認可）[9]。
- 1934年（昭和9年）
  - 3月31日：阪和天王寺駅駅本館増築届[9]。
  - 4月：貨物積卸場を東側約1kmの地点へ移転する工事に着手。
  - （日付不詳）：阪和マーケット営業開始[10]。
- 1935年（昭和10年）：貨物積卸場使用開始。
- 1937年（昭和12年）3月19日：木造2階建ての仮駅舎に移転。
- 1940年（昭和15年）12月1日：阪和電気鉄道が南海鉄道に合併、路線は南海山手線となる[7]。この時、天王寺支線天王寺駅との徒歩連絡を開始。
- 1941年（昭和16年）8月1日：阪和天王寺駅が南海天王寺駅（なんかいてんのうじえき）に改称[11]（天王寺支線の天王寺駅については山手線とは別改札かつ国鉄と同一敷地であったため、駅名を改称せずにそのままとなる）。
- 1944年（昭和19年）5月1日：南海山手線が国有化され、運輸通信省（後の日本国有鉄道）阪和線となる[7]。同時に南海天王寺駅を天王寺駅に統合し[12]、山手線の南海移管後も天王寺駅の駅名のままで残された、天王寺支線天王寺駅との徒歩連絡を解消する一方、阪和線との連絡運輸を開始。
- 1960年（昭和35年）
  - 2月11日：天王寺ステーションビル株式会社設立認可。
  - 7月11日：天王寺駅ビル鍬入れ式。
- 1962年（昭和37年）
  - 9月20日：天王寺駅ビル竣工式。
  - 9月21日：天王寺駅ビル（天王寺民衆駅）完成。
- 1963年（昭和38年）10月1日：貨物営業を廃止（旅客駅となる）[5]。ただし、南海天王寺支線との貨車受け渡しは存続[5]。
- 1969年（昭和44年）6月1日：自動券売機の使用を開始。
- 1971年（昭和46年）6月1日：旅行センター開業[13][14]。
- 1977年（昭和52年）3月1日：南海天王寺支線との貨車受け渡しを廃止[5]。
- 1981年（昭和56年）4月1日：阪和線乗り場改良工事開始[15]。
- 1982年（昭和57年）1月29日：阪和線ホームで当駅終着の区間快速電車が車止めに衝突する事故が発生[7]。
- 1983年（昭和58年）10月1日：阪和線ホーム改良工事完成、5面5線となる[15]。また、阪和線から東口への跨線橋が使用開始される[16]。
- 1985年（昭和60年）4月5日：天王寺ターミナルビル株式会社設立。
- 1987年（昭和62年）4月1日：国鉄分割民営化により、西日本旅客鉄道（JR西日本）の駅となる[7]。
- 1988年（昭和63年）3月13日：路線愛称の制定により、関西本線で「大和路線」の愛称を使用開始。
- 1989年（平成元年）
  - 7月20日：駅構内の東側に阪和線と大和路線の短絡線が完成。7月22日に供用開始[7]。
  - 8月27日：14時18分ごろ、阪和線ホームで当駅終着の快速電車が車止めに衝突する事故が発生[17]。
- 1992年（平成4年）10月16日：「天王寺ミオ」起工式が行われる。
- 1993年（平成5年）
  - 4月1日：南海天王寺支線が廃止される[4]。
  - 7月1日：阪和線に阪和線運行管理システム（初代）導入。
- 1995年（平成7年）9月14日：駅ビルのリニューアル工事が完成し、「天王寺ミオ」オープン。
- 1997年（平成9年）
  - 9月27日：東口に自動改札機を設置し、供用開始[18]。
  - 10月10日：中央口に自動改札機を設置し、供用開始[18]。
- 2003年（平成15年）11月1日：ICカード「ICOCA」の利用が可能となる[19]。
- 2008年（平成20年）3月15日：阪和線と大和路線の短絡線が複線化。
- 2009年（平成21年）10月4日：大阪環状線・大和路線に大阪環状・大和路線運行管理システム導入。
- 2013年（平成25年）
  - 5月2日：異常時情報提供ディスプレイの使用を開始。
  - 8月7日：自動改札機をJR西日本テクシア製、AG50型に交換。
  - 9月28日：阪和線運行管理システムを2代目のものに更新。
- 2015年（平成27年）3月22日：大阪環状線ホーム（11 - 14番のりば）に発車メロディを導入。曲は和田アキ子の「あの鐘を鳴らすのはあなた」。
- 2016年（平成28年）7月16日：改札内に液晶ディスプレイの案内板が設置される。
- 2018年（平成30年）3月17日：駅ナンバリングが導入され、使用を開始する。

### 大阪市高速電気軌道 (Osaka Metro)
- 1938年（昭和13年）4月21日：1号線（現在の御堂筋線）の難波駅 - 天王寺駅間延伸時に開業（開業当初は終着駅）。
- 1951年（昭和26年）12月20日：1号線が当駅から昭和町駅まで延伸、途中駅となる。
- 1968年（昭和43年）12月17日：2号線（現在の谷町線）が谷町四丁目駅から当駅まで延伸。乗換駅となる。
- 1980年（昭和55年）11月27日：谷町線が当駅から八尾南駅まで延伸、途中駅となる[20]。
- 2010年（平成22年）2月1日：朝ラッシュ時にホームが混雑していたため、エスカレーターの降り口で多くの利用客が立ち往生し、エスカレーターに乗っていた人が次々に将棋倒しになるという事故が発生した。この際、軽傷者も出ていたにもかかわらず、当初大阪市が公表せず問題となった[21]。
- 2013年（平成25年）4月18日：御堂筋線改札内外に駅ナカ施設『ekimo天王寺』が開業。
- 2015年（平成27年）
  - 2月1日：御堂筋線の2番線でホームドアの稼働開始。御堂筋線で初めてのホームドア稼働駅となる。
  - 2月8日：御堂筋線の3番線でホームドアの稼働開始。
  - 2月14日：御堂筋線の1番線でホームドアの稼働開始。
- 2018年（平成30年）4月1日：大阪市交通局の民営化により、所属事業者・管轄が大阪市高速電気軌道 (Osaka Metro) に変更。
- 2025年（令和7年）
  - 3月31日：駅リニューアルが完成。デザインコンセプトは「柱の美、格子の美、光の美」。
  - 4月11日：谷町線ホームでホームドアの稼働開始。[22]。

### 阪堺電気軌道
- 1900年（明治33年）9月20日：大阪馬車鉄道、天王寺 - 東天下茶屋間の開業と同時に、公園東門駅（現在の天王寺駅前交差点付近にあった駅）として開業。
- 1907年（明治40年）
  - 3月29日：大阪馬車鉄道が大阪電車鉄道と改称し、大阪電車鉄道の駅となる。
  - 10月29日：大阪電車鉄道が浪速電車軌道と改称し、浪速電車軌道の駅となる。
- 1908年（明治41年）2月1日：電化工事のため、一旦、廃止となる。
- 1909年（明治42年）12月24日：浪速電車軌道が南海鉄道に合併され、南海鉄道上町線の駅となる。これにより、南海鉄道が運営の天王寺支線の天王寺駅とは同一会社の運営となったため、徒歩連絡を開始した。
- 1910年（明治43年）10月1日：天王寺 - 住吉神社前間で電車による営業運転を開始したのと同時に旅客営業を再開。
- 1921年（大正10年）12月24日：大阪市の施策である「市営モンロー主義」に基づき、南海鉄道上町線の天王寺 - 公園東門間の路線が大阪市電気鉄道部に買収され、南海鉄道上町線の終着となる。
- 1921年（大正10年） - 1952年（昭和27年）の間：
  - 駅名を天王寺駅前に改称。
  - 駅が現在地に移設される。
- 1944年（昭和19年）6月1日：関西急行鉄道と南海鉄道が合併、近畿日本鉄道の駅となる。同日従来の天王寺駅との他、新たに南大阪線の大阪阿部野橋駅とも徒歩連絡を開始する。
- 1947年（昭和22年）6月1日：路線譲渡により南海電気鉄道の駅となる。これにより同日南大阪線の大阪阿部野橋駅との徒歩連絡を解消。
- 1969年（昭和44年）：大阪市営地下鉄1号線との地下連絡通路設置[23]。
- 1980年（昭和55年）12月1日：路線譲渡により阪堺電気軌道の駅となる[20]。これにより同日天王寺支線の天王寺駅との徒歩連絡を解消。
- 2016年（平成28年）12月3日：新駅舎に移設[24]。

## JR西日本
長らく国鉄→JR西日本における和歌山・紀伊半島方面へのターミナルとして機能してきたが、大阪環状線経由で新大阪駅（京都方面）・大阪駅・京橋駅への直通運転が一般化してからは同様の境遇を持つ上野駅と同様に、構造上櫛形ホームを残しつつも途中駅の側面が強くなっている。
駅長が配置された直営駅であり、管理駅として大和路線の平野駅と東部市場前駅、阪和線の美章園駅と南田辺駅を管轄している。

### 駅構造
上町台地上に位置する地上部と、それを東西に貫通する掘割部の2層構造になっている。地上部に阪和線ホームと中央コンコースがあり、掘割部に大阪環状線、関西本線（大和路線）のホームがある。かつて阪和電気鉄道が使っていた阪和線のホーム（1 - 9番のりば）と、かつて関西鉄道が使っていた関西本線（大和路線）、大阪環状線のホーム（11 - 18番のりば）とで構造的にも実務的にも分かれている。

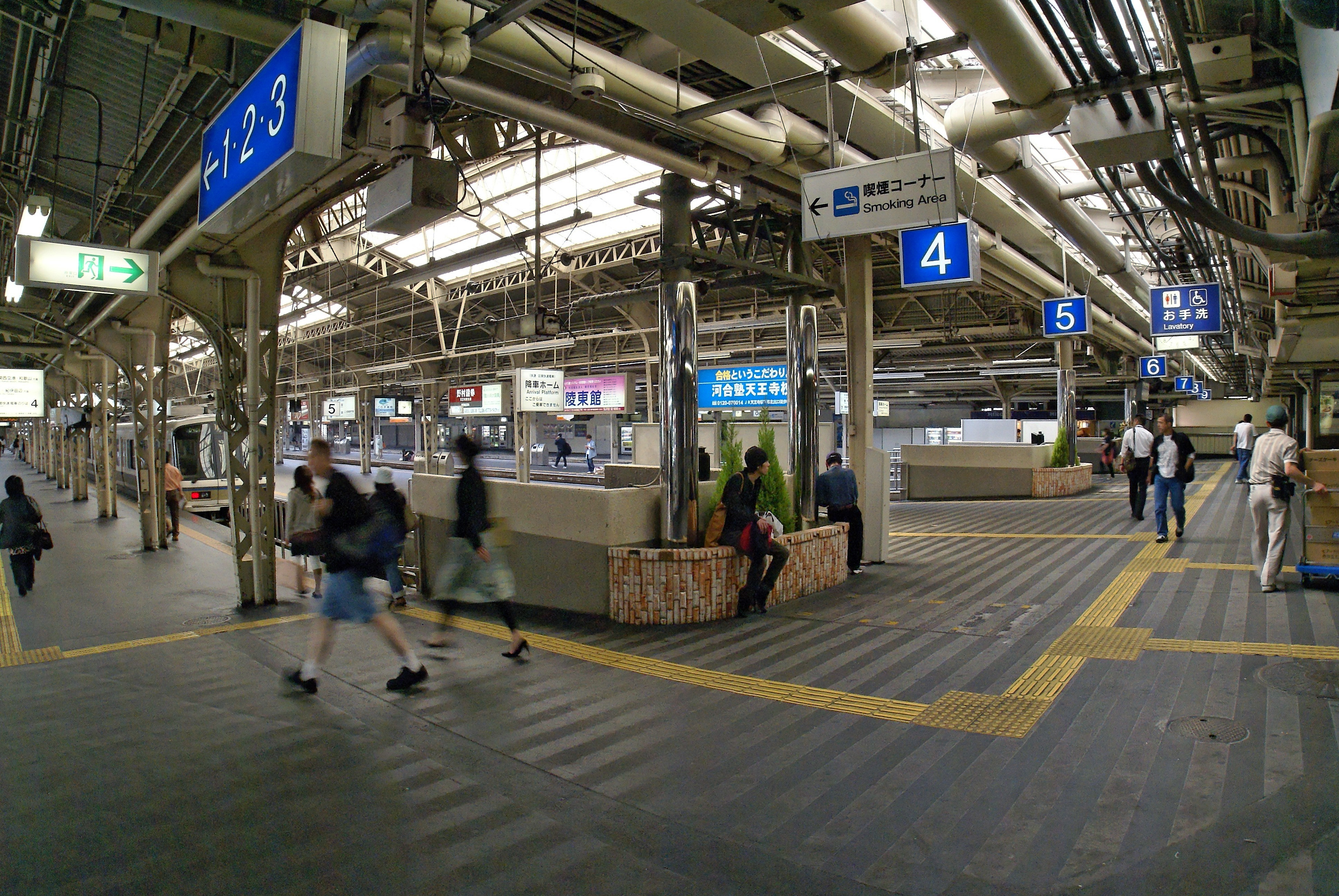
阪和線ホーム（2007年）
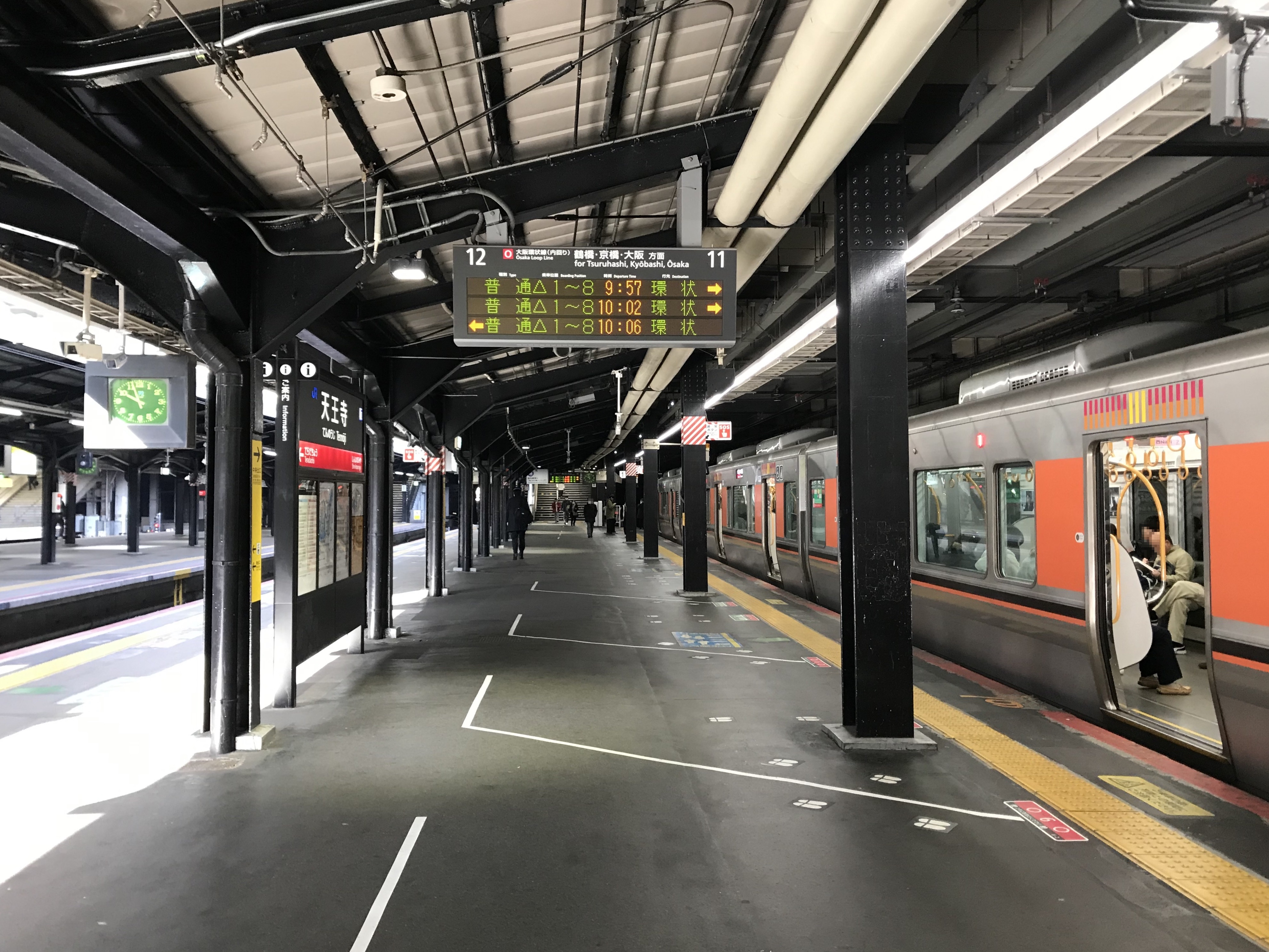
大阪環状線ホーム（2019年）
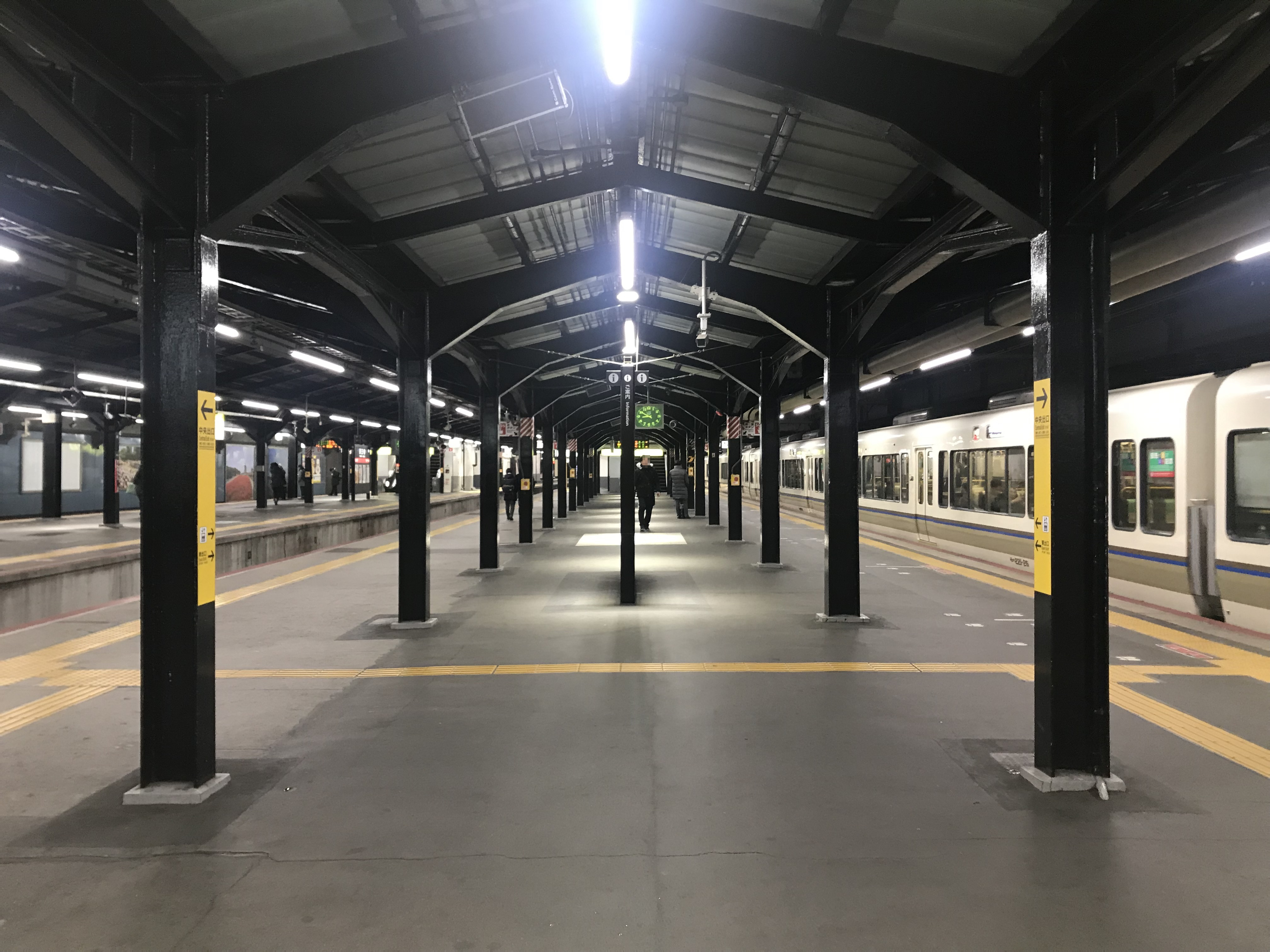
関西本線ホーム（2019年）
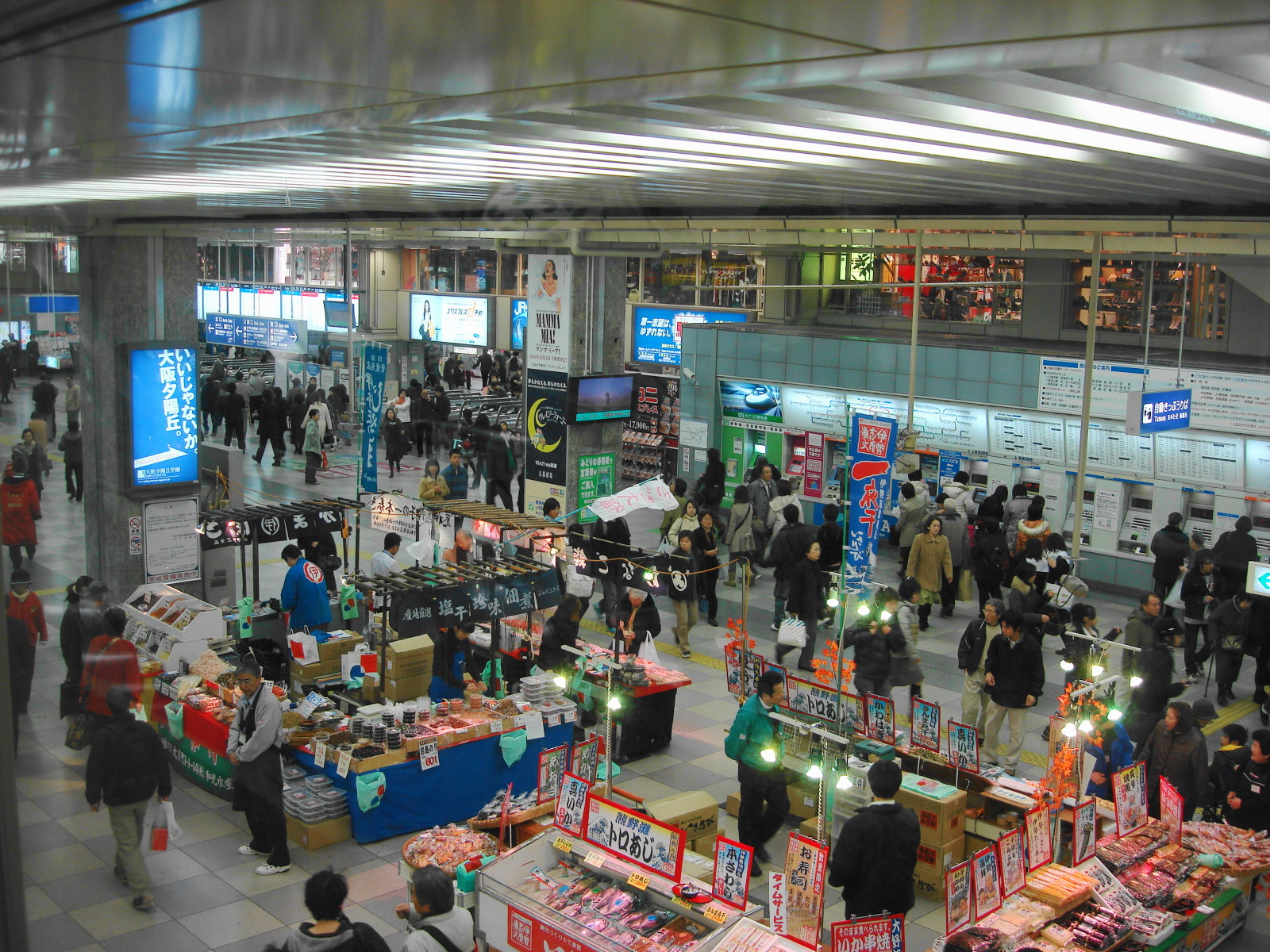
中央改札付近（2006年12月）
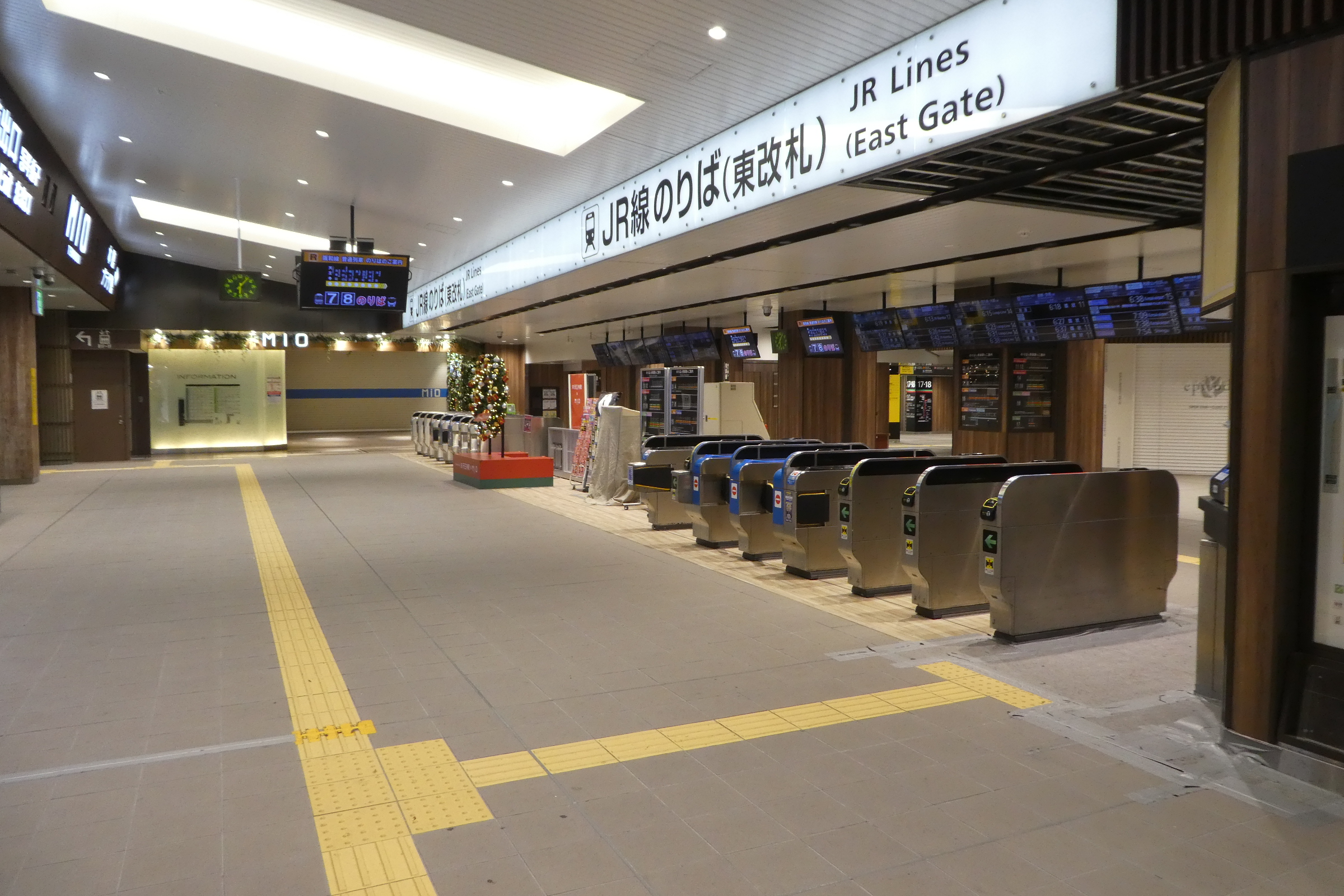
東改札（2018年12月）
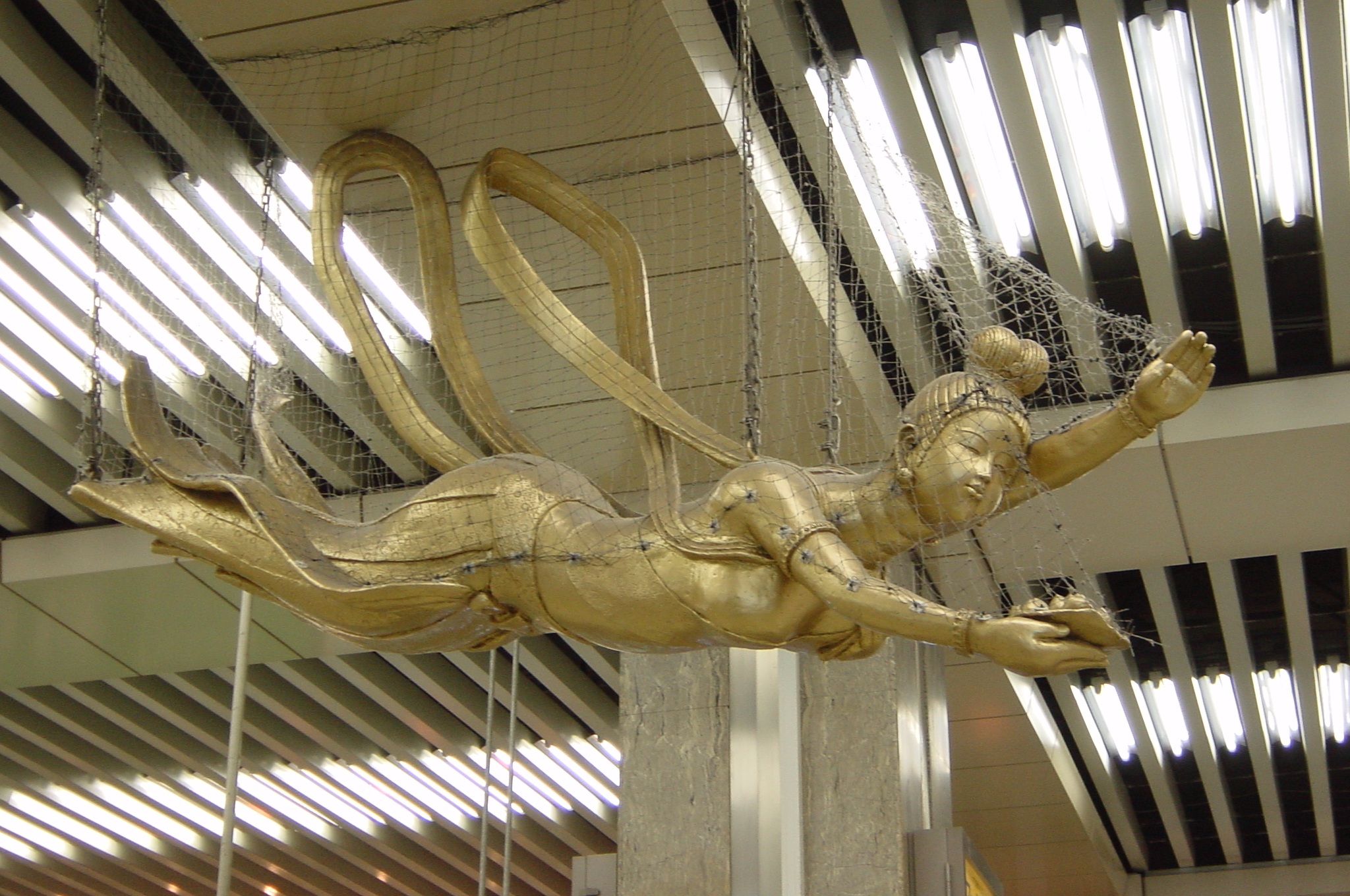
移動される前の中央改札付近の天女像（2009年10月）
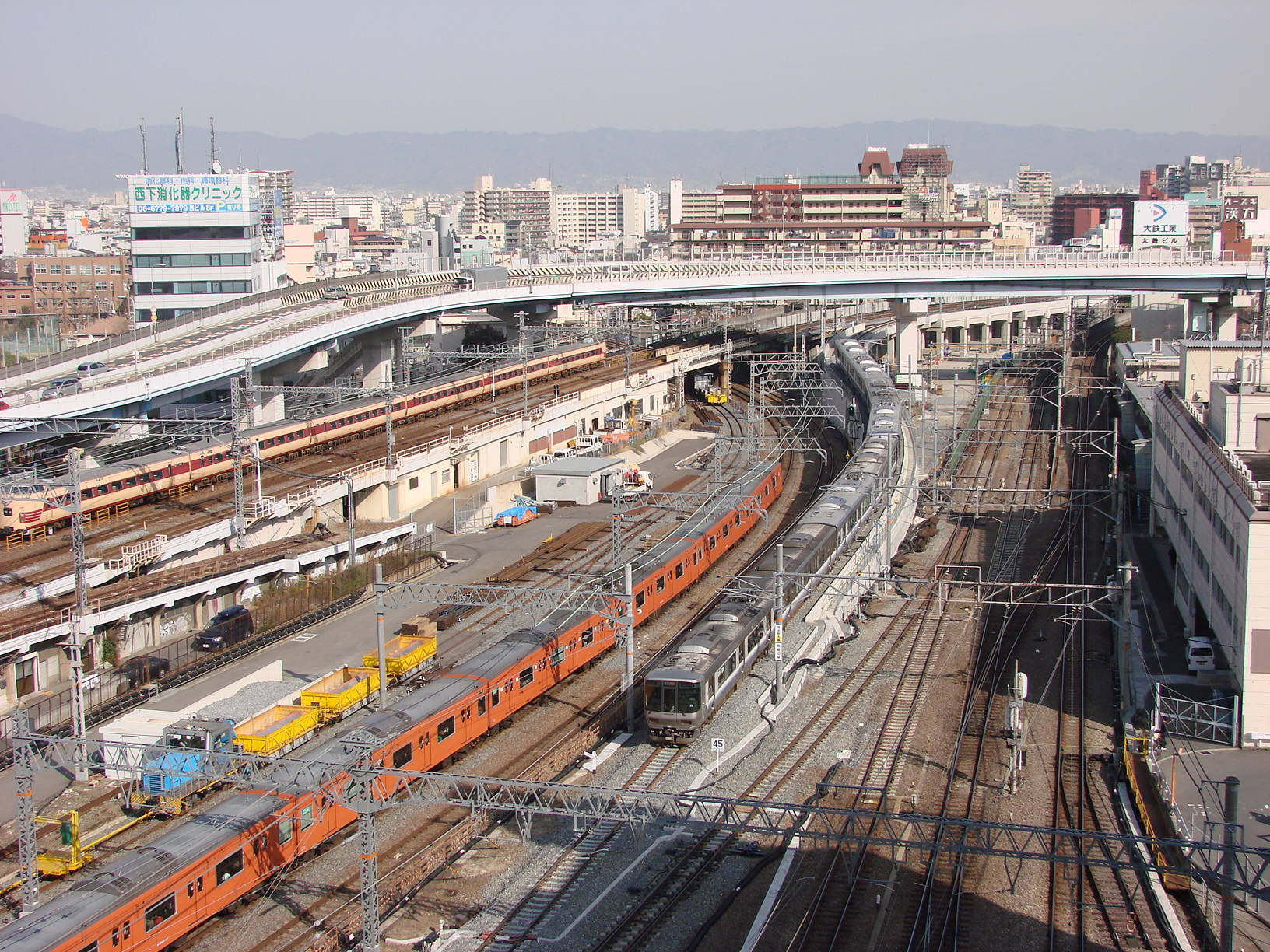
2008年3月15日のダイヤ改正より使用を開始した大和路線と阪和線を結ぶ短絡線と短絡線を走行する223系。後方に見える高架道路は大阪府道28号線天王寺バイパス

### のりば
| のりば           | 路線                        | 行先                             | 備考                             |
| ---------------- | --------------------------- | -------------------------------- | -------------------------------- |
| 阪和線ホーム     |                             |                                  |                                  |
| 1                | 阪和線・ 関西空港線         | 鳳・和歌山・関西空港方面         | 通勤帯の到着のみ                 |
| 2・3             | 阪和線・ 関西空港線         | 鳳・和歌山・関西空港方面         | 2は降車専用                      |
| 2・3             | 阪和線・ 関西空港線         | 鳳・和歌山・関西空港方面         | 当駅始発の快速系等               |
| 4・5             | 阪和線・ 関西空港線         | 鳳・和歌山・関西空港方面         |                                  |
| 5は降車専用      | 阪和線・ 関西空港線         | 鳳・和歌山・関西空港方面         |                                  |
| 6・7             | 阪和線・ 関西空港線         | 鳳・和歌山・関西空港方面         | 6は降車専用                      |
| 6・7             | 阪和線・ 関西空港線         | 鳳・和歌山・関西空港方面         | 当駅始発の普通列車               |
| 8・9             | 阪和線・ 関西空港線         | 鳳・和歌山・関西空港方面         |                                  |
| 9は降車専用      | 阪和線・ 関西空港線         | 鳳・和歌山・関西空港方面         |                                  |
| 大阪環状線ホーム |                             |                                  |                                  |
| 11               | 大阪環状線（内回り）        | 鶴橋・京橋・大阪方面             | 環状運転列車等                   |
| 12・13           | 大阪環状線（内回り）        | 鶴橋・京橋・大阪方面             | 当駅始発列車                     |
| 12・13           | 大阪環状線（内回り）        | 鶴橋・京橋・大阪方面             | 13は降車専用                     |
| 14               | 大阪環状線（外回り）        | 弁天町・西九条・大阪方面         | 環状運転列車                     |
| 大和路線ホーム   |                             |                                  |                                  |
| 15               | きのくに線・関西空港線 特急 | 和歌山・白浜・新宮・関西空港方面 | はるか・くろしお                 |
| 15               | 阪和線・ 関西空港線         | 鳳・和歌山・関西空港方面         | 関空・紀州路快速等               |
| 15               | 大和路線                    | 王寺・奈良方面                   | らくラクやまと                   |
| 16               | 大和路線・ 和歌山線         | 王寺・奈良・加茂・高田・五条方面 | 普通列車・快速・大和路快速等     |
| 17               | 大和路線・ 大阪環状線       | JR難波・弁天町・西九条・大阪方面 | 普通列車・快速・大和路快速等     |
| 18               | 大和路線・ 大阪環状線       | JR難波・弁天町・西九条・大阪方面 | 関空・紀州路快速等               |
| 18               | JR京都線・琵琶湖線 特急     | 新大阪・京都方面                 | はるか・くろしお・らくラクやまと |

旅客案内上ののりばと運転取り扱い上の番線は、北側から順に次の通り。
- 1番のりば…阪和5番線
- 2・3番のりば…阪和4番線
- 4・5番のりば…阪和3番線
- 6・7番のりば…阪和2番線
- 8・9番のりば…阪和1番線
- 11番のりば…1番線
- 12・13番のりば…2番線
- 14番のりば…3番線
- ホームのない線路…4番線
- 15番のりば…5番線
- 16番のりば…6番線
- 17番のりば…7番線
- 18番のりば…8番線

#### 阪和線ホーム
阪和線では1 - 9番のりばを使用している。櫛形ホーム5面5線の地上駅。2・3番のりば、4・5番のりば、6・7番のりば、8・9番のりばそれぞれが1本の線路を共有していて、3・4・7・8番のりばは乗車専用ホーム、2・5・6・9番のりばは降車専用ホームになっている。原則として3・4番のりばは快速列車、7・8番のりばは普通が使っている。10番のりばが存在しない。ただし、大阪環状線からの直通列車と特急列車は、15・18番のりばを使っている。
1・2番のりばはかつて特急列車専用ホームで中間改札が設けられていたがのちに撤去され、主に早朝の関空快速やきのくに線に直通する列車を中心に使われていた。2011年現在は定期特急列車はすべて地平ホームの15・18番のりばから発着し、一部のきのくに線直通臨時列車のみが発着する。なお、朝晩には、降車専用ホームとしても使われ、ダイヤ乱れの際には1番のりば発車の列車（大阪環状線との直通打ち切りにおける関空快速の発着など）がよく見られる。
2007年（平成19年）のダイヤ改正で1番のりばはラッシュ時の快速列車、2番のりばは特急と「はんわライナー」（2011年廃止）が使い、3番のりばは未使用であった。しかし、2008年（平成20年）のダイヤ改正により再度これが入れ替わり、1番のりばが特急と「はんわライナー」用、3番のりばが快速列車（2番のりばは降車用）という形に戻され、同時に3番のりばが有効長8両編成対応のホームに延伸された。

#### 大阪環状線ホーム
大阪環状線の列車は11 - 14番のりばを使っている。有効長は8両編成分。ただし、大和路線・阪和線方面から大阪環状線に直通する列車は、17番・18番のりばを使っている。11 - 14番のりばは掘割部の島式ホーム2面3線の地上駅で、12番・13番のりばで1本の線路を共有している。12番のりばは内回り列車の始発専用となっている。日中は、関空・紀州路快速は12・13番のりばで直接折り返し、大和路快速は14番のりば到着後に一旦引上げ線に入り11番のりばに入線する。周回列車は当駅で列車番号が変わり、また時間調整のため3分ほど停車する（2016年3月現在）。
内回りの始発には桜島線（JRゆめ咲線）直通、阪和線・関西空港線直通、大和路線直通列車など他路線直通列車も使用されるが、この際は電光掲示板や車両の行先表示器には誤乗防止のために「普通 大阪環状線」と表記されており、当駅発車後に表示が切り替えられ、隣の寺田町から本来の行き先が表示されるようになっている。
「大阪環状線改造プロジェクト」の一環として大阪環状線の各駅には「駅シンボルフラワー」が制定されており、当駅には阿倍野区の花でもある「ペチュニア」が割り当てられ、案内サイン類の意匠に取り入れられている。

#### 関西本線（大和路線）ホーム
関西本線（大和路線）の列車は、掘割部にある島式ホーム2面4線の15 - 18番のりばを使っている。有効長は、一般電車は8両編成分、特急電車は9両編成分。15番のりばの特急電車の一番後ろの「はるか」の1号車、及び「くろしお」の9号車は、車掌室から客室部分にかけては柵でガード、柵の切れたところが最後の扉（最後の車両の前寄りの扉）である。本来は関西本線（大和路線）のホームであるが、1989年（平成元年）7月22日に阪和線と大和路線を結ぶ構内短絡線が設けられて以来、阪和線の列車もこのホームに乗り入れ、大阪環状線との直通が可能になった。短絡線は当初単線で関西本線（大和路線）と平面交差しており、阪和線との直通列車は16番・18番のりばに発着していたことから、ダイヤ編成上のボトルネックとなっていたが、2008年（平成20年）3月15日より短絡線は複線化され、平面交差も解消された。同じ改正より、阪和線は15・18番のりば、大和路線は16・17番のりば（通勤特急「らくラクやまと」など一部は15・18番のりば）に発着している。なお、大和路線から大阪環状線へ直通する区間快速、阪和線から大阪環状線へ直通する直通快速の外回り列車は大阪環状線内は各駅に停車するため、当駅で種別を普通に変更する。
15番のりばから発車する特急「くろしお」は車両形式によりドア位置が異なるため天井に設置されている行灯式号車案内（乗車口のものが点灯）で確認する。関空特急「はるか」はホーム上に乗車口案内が添付されている。一方、18番のりばの関空特急「はるか」の号車案内板が線路側にあるのみで、特急「くろしお」の乗車口案内は設置されていない。
なお、当駅は毎日早朝に16番のりばから「大和路線奈良経由の京都行き」と全時間帯に18番のりばから「特急はるか　新大阪経由京都行き」の運転があるため、上下別々ののりばから経路が全く異なる「京都行き」の発着があるという珍しい駅でもある。

#### 引上線など
阪和線のホームの東側には引き上げ線が1本、大阪環状線ホームの西側には引き上げ線が2本設けられている。また、14番のりばと15番のりばの間にはホームのない線路が1本ある。引き上げ線から出区して奈良方面への回送や、大和路線JR難波駅への回送のため、大阪環状線の西側引き上げ線に入りきらない時などに使われる。

#### 構内店舗
阪和線1番ホームの西端と、東跨線橋には「麺家（旧：天王寺うどん）」の店舗がある。ジェイアール西日本フードサービスネットの管理・運営であるが、営業業務は天鉄トラベルサービスに委託されている。
2012年11月、中央コンコースにコンビニエンスストアと土産物の複合店「アントレマルシェ」がオープンした。運営はジェイアール西日本デイリーサービスネット。

### 発車メロディ
「大阪環状線改造プロジェクト」の一環として、2015年3月22日から地元天王寺区出身で大阪を代表する歌手・和田アキ子の代表曲「あの鐘を鳴らすのはあなた」が大阪環状線ホーム（11 - 14番のりば）の発車メロディとして使用されている。当駅近くの四天王寺の鐘に因んでいる。

## 大阪市高速電気軌道 (Osaka Metro)
御堂筋線のホームがJRの南側にあるあびこ筋の地下、谷町線のホームがJR駅の西側にある谷町筋の地下にあり、それぞれ地下通路で連絡している。両線のプラットホームはJR西日本天王寺駅をL字型で南北に挟んだ配置であるためやや離れており、乗り換えには徒歩5分程度を要する。
御堂筋線は単式ホーム（なかもず方面行き）と島式ホーム（新大阪・千里中央方面行き）の複合型で2面3線。当駅を始発・終着とする列車が多数設定されているため、なかもず寄りに留置線がある。当駅折返し列車は単式ホームで乗客を降ろした後、いったん留置線に引き上げてから島式の2番線に入り、客扱いを終えてから発車する。なかもず発の最終は当駅終着だが、こちらは留置線に入らず、夜間停泊のため大国町駅まで回送される。
谷町線は相対式ホーム2面2線。谷町線コンコース上にはあべちか（地下街）がある。
当駅は、御堂筋線部分が天王寺管区駅（副駅長駐在）に、谷町線部分が平野管区駅に所属している。

### のりば
| 番線           | 路線           | 行先                               | 備考                   |
| 御堂筋線ホーム | 御堂筋線ホーム | 御堂筋線ホーム                     | 御堂筋線ホーム         |
| -------------- | -------------- | ---------------------------------- | ---------------------- |
| 1              | 御堂筋線       | あびこ・なかもず方面               |                        |
| 2              | 御堂筋線       | なんば・梅田・中津・新大阪方面     | 当駅始発               |
| 3              | 御堂筋線       | なんば・梅田・新大阪・箕面萱野方面 | あびこ・なかもず面から |
| 谷町線ホーム   |                |                                    |                        |
| 1              | 谷町線         | 八尾南方面                         |                        |
| 2              | 谷町線         | 東梅田・都島・大日方面             |                        |

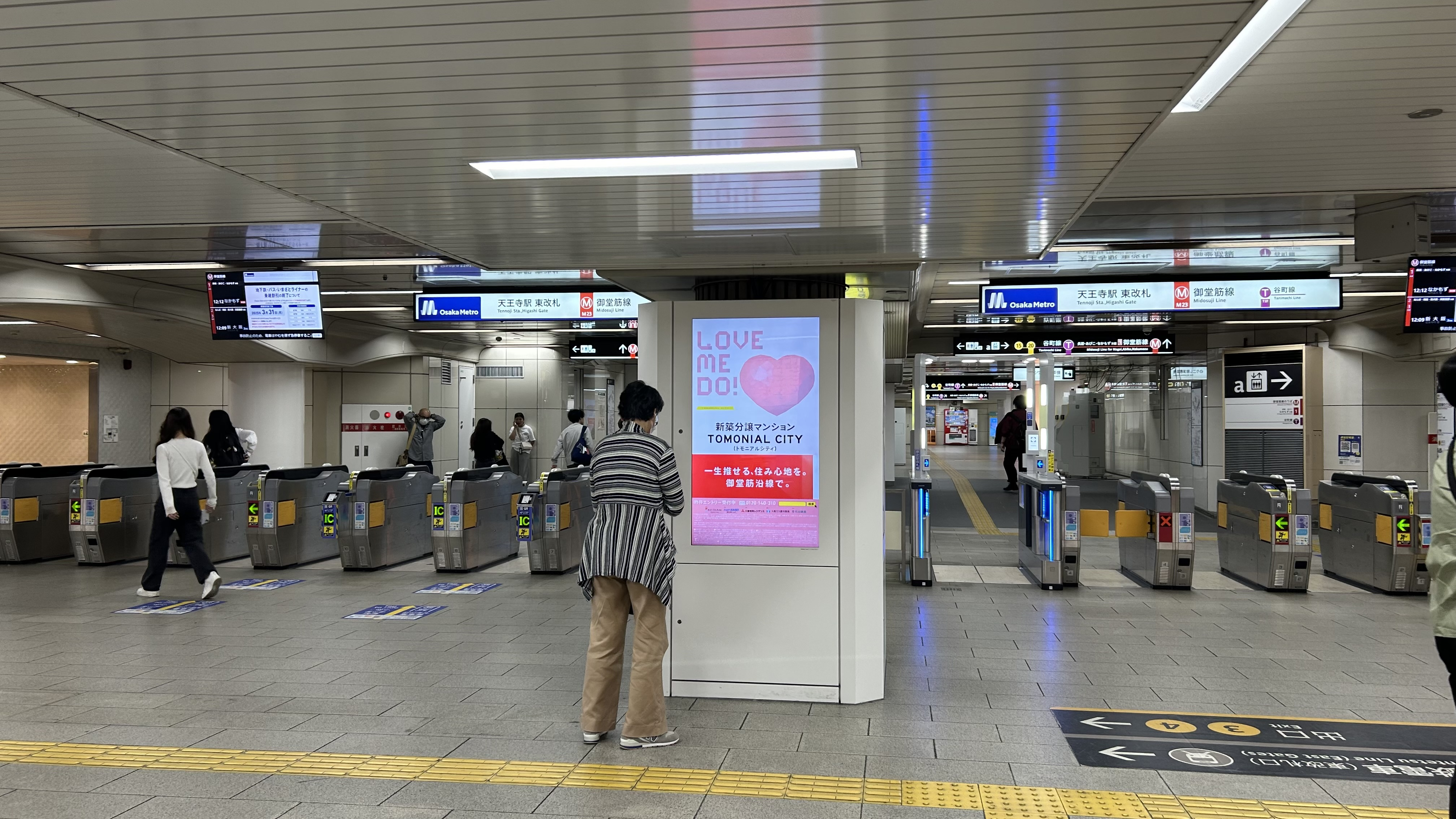
東改札口
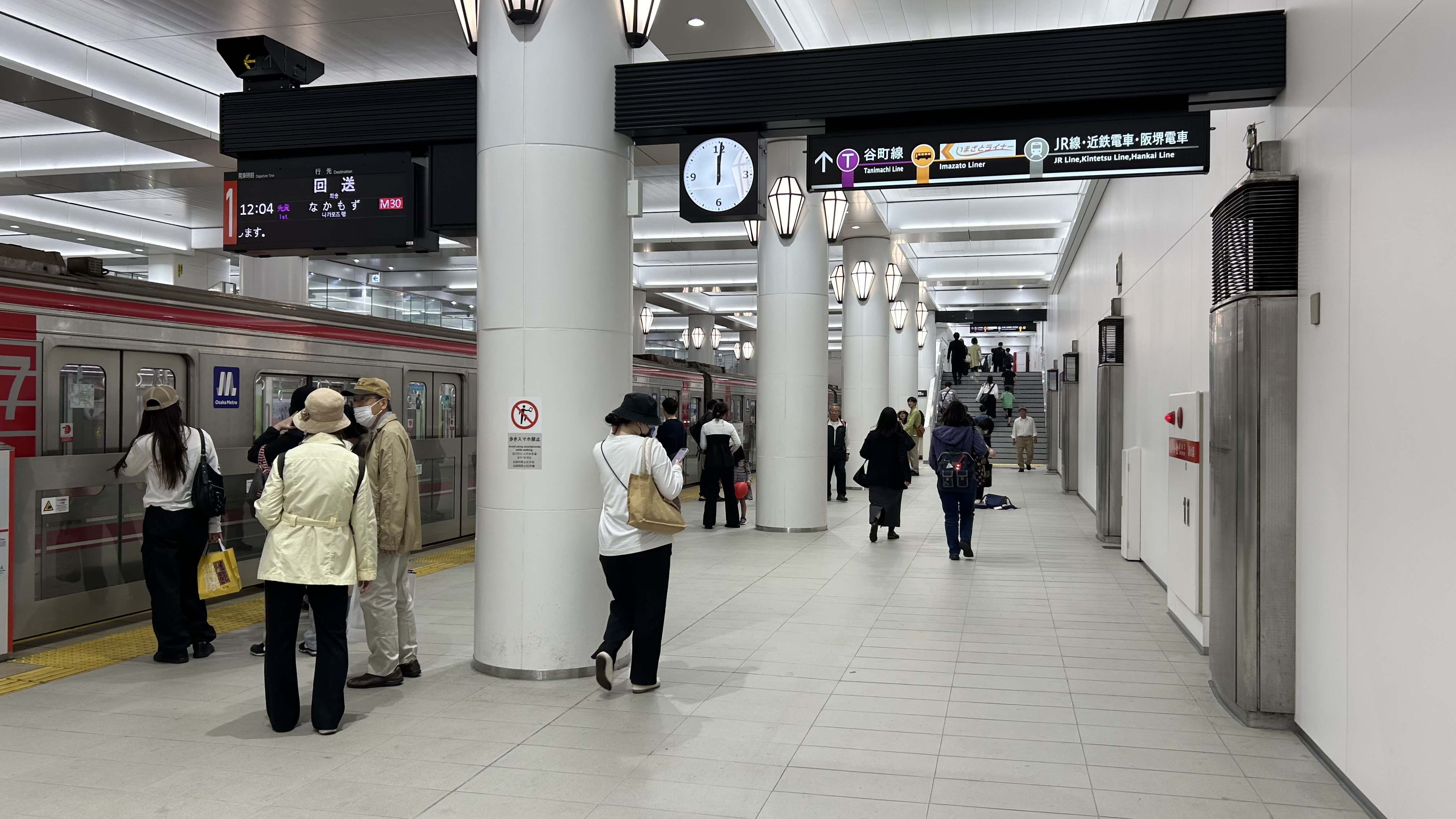
御堂筋線1番線ホーム
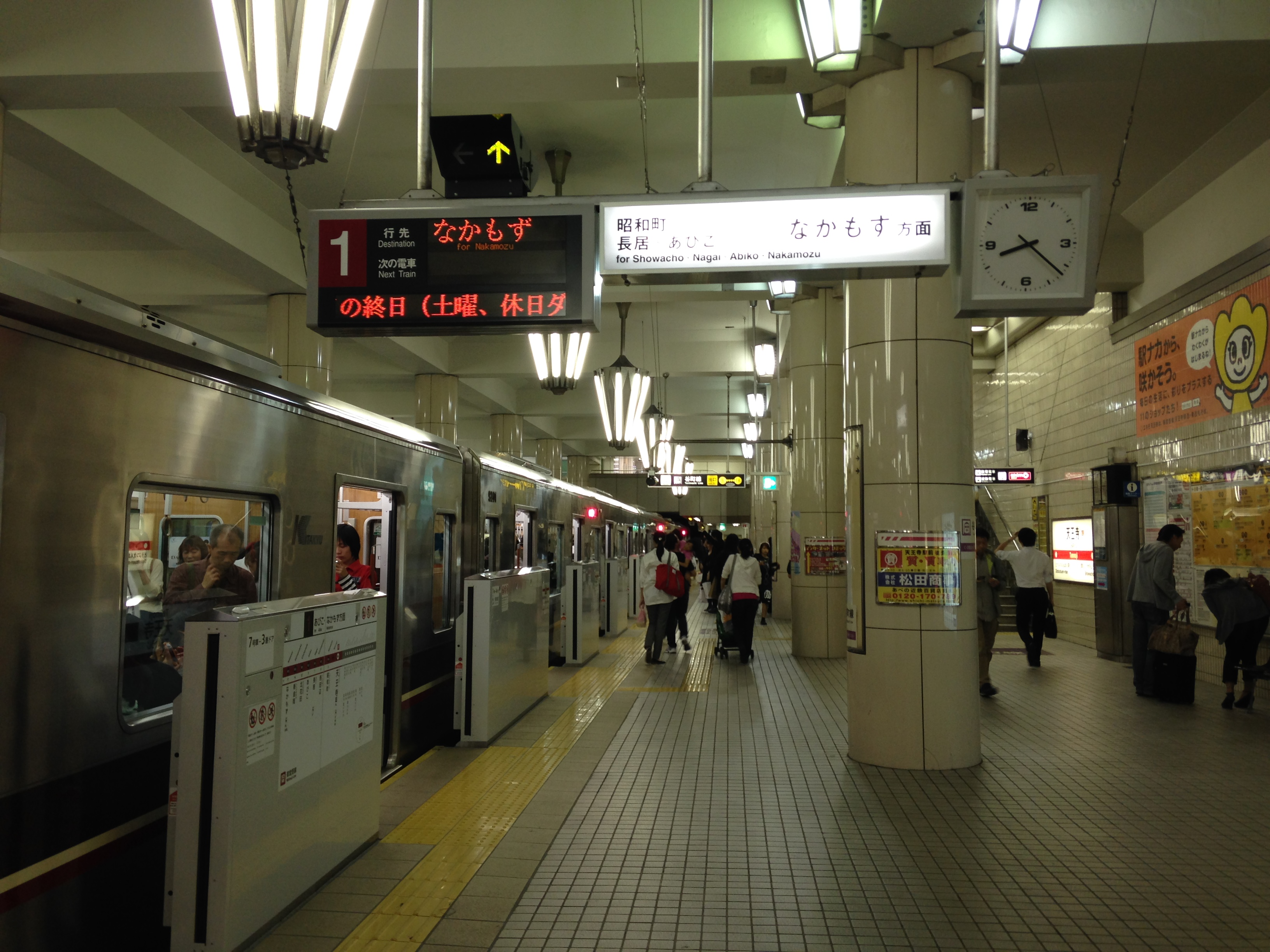
リニューアル前の御堂筋線1番線ホーム
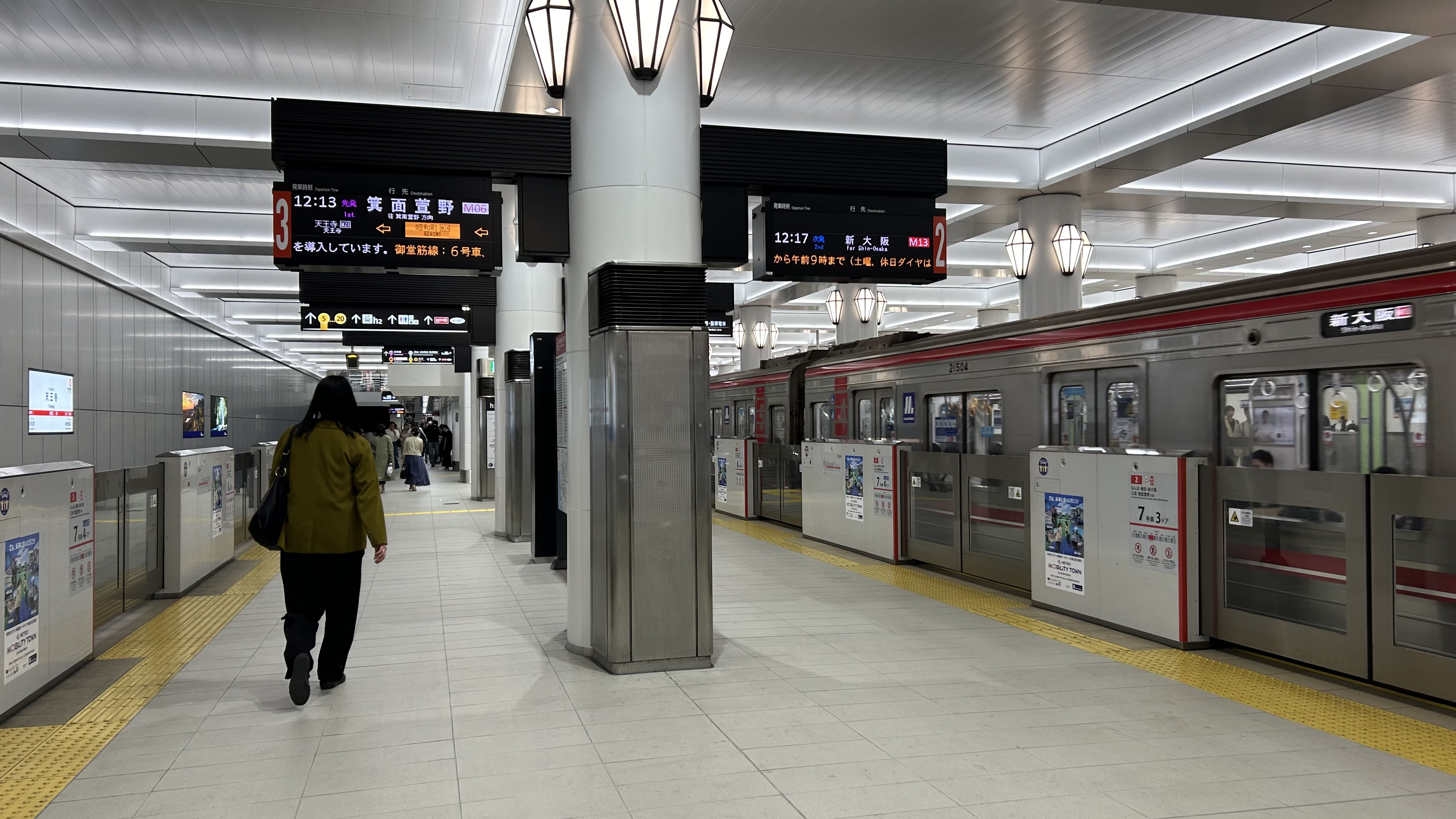
御堂筋線2・3番線ホーム
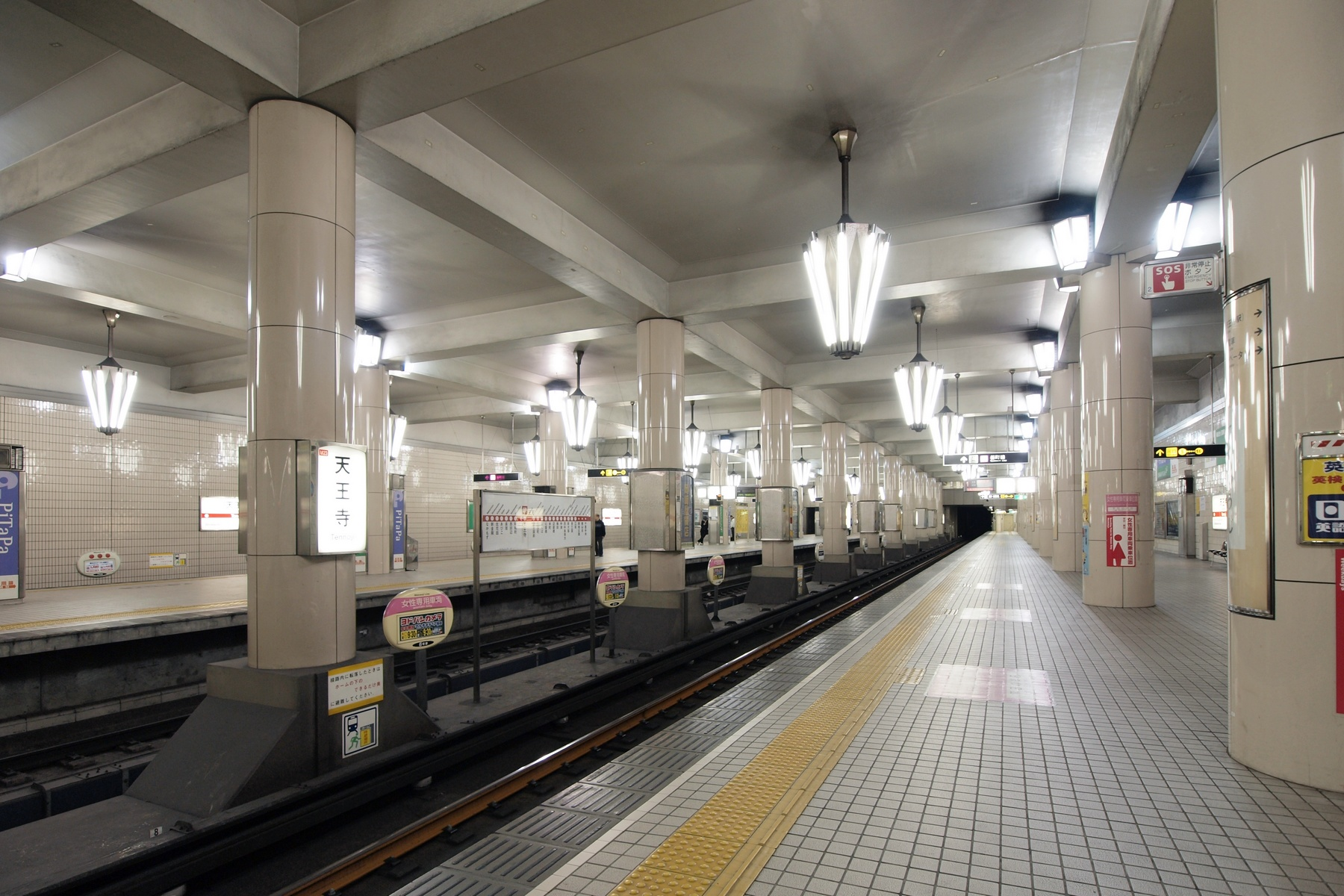
リニューアル前の御堂筋線2・3番線ホーム
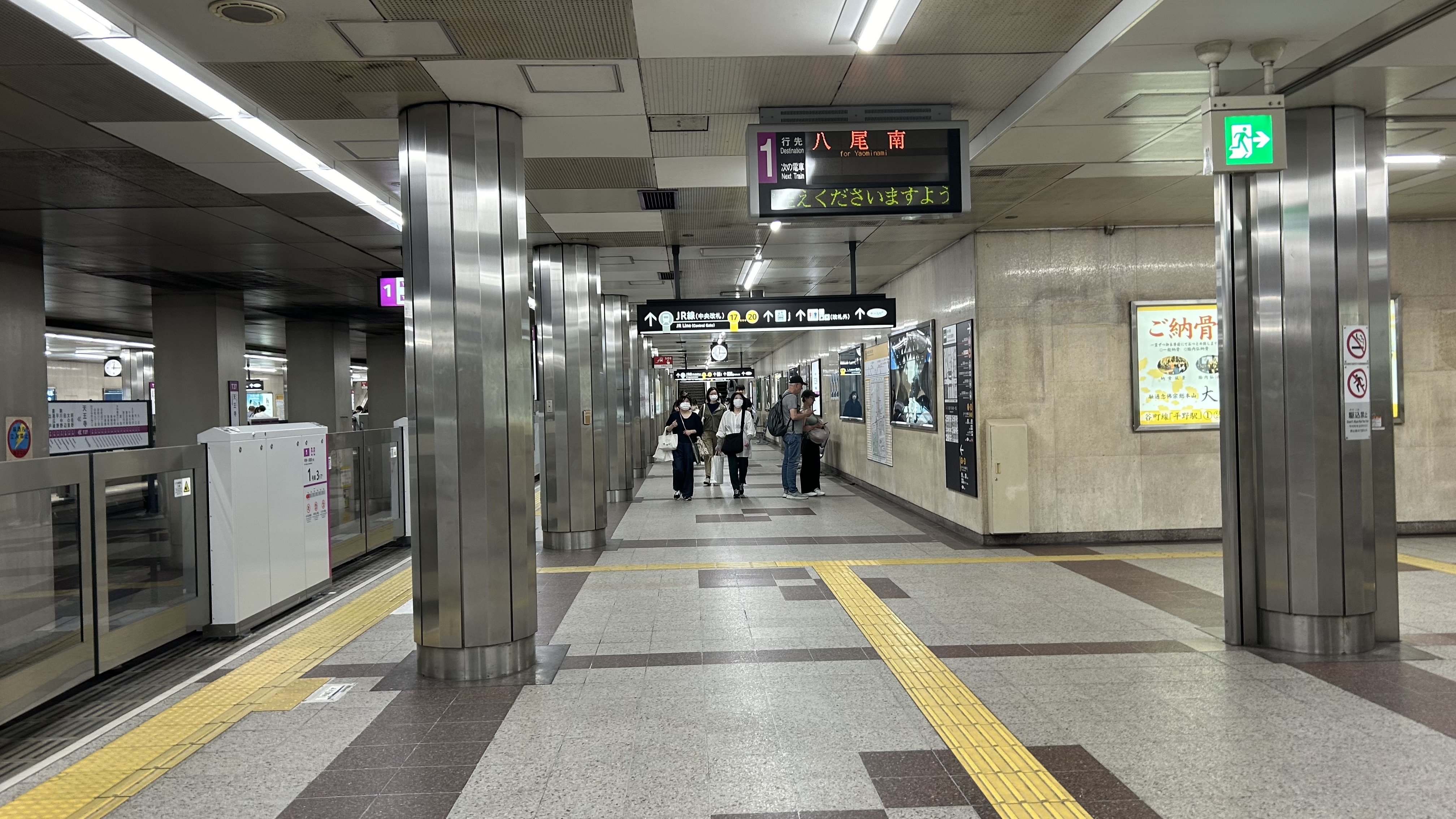
谷町線1番線ホーム
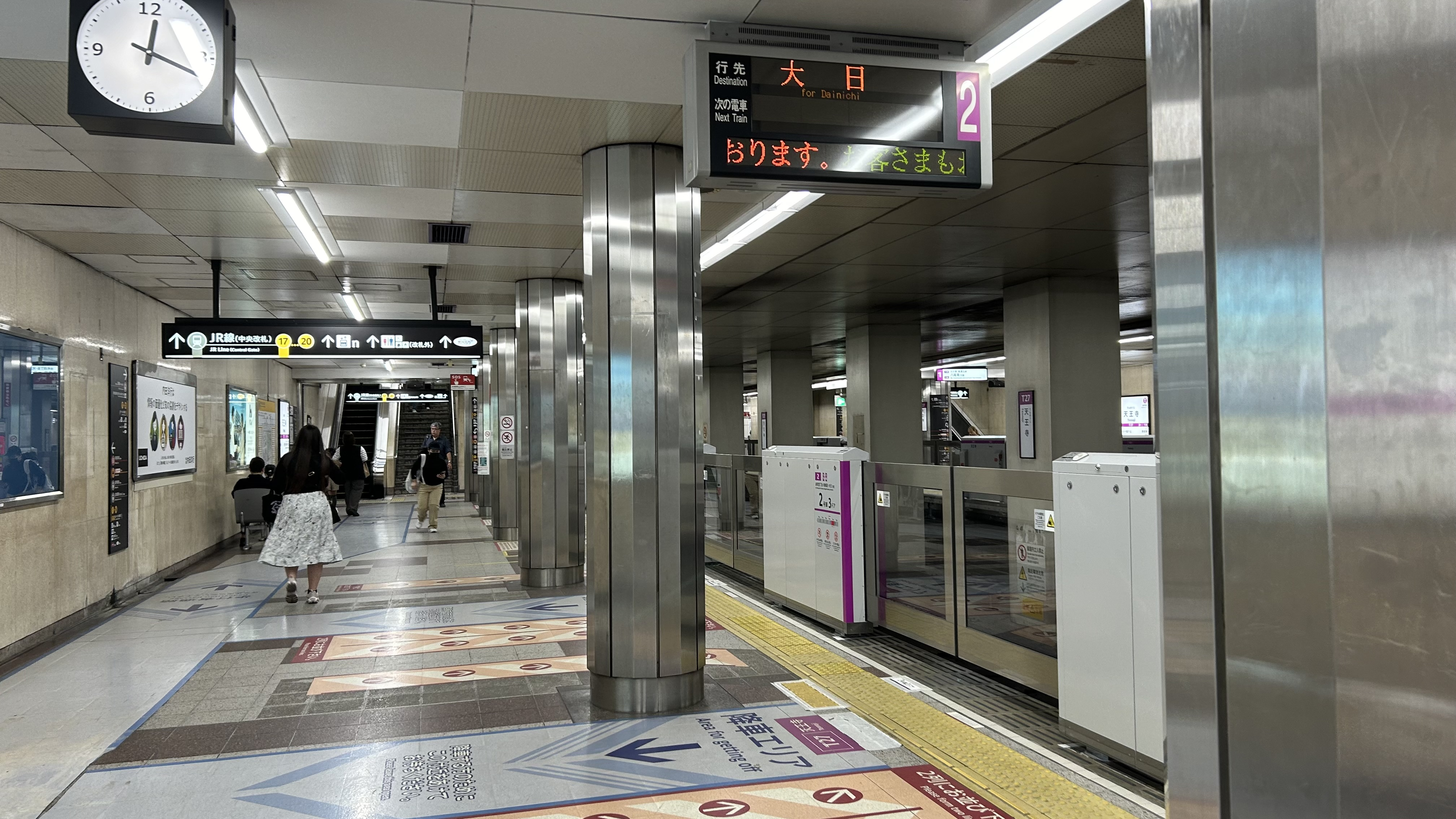
谷町線2番線ホーム
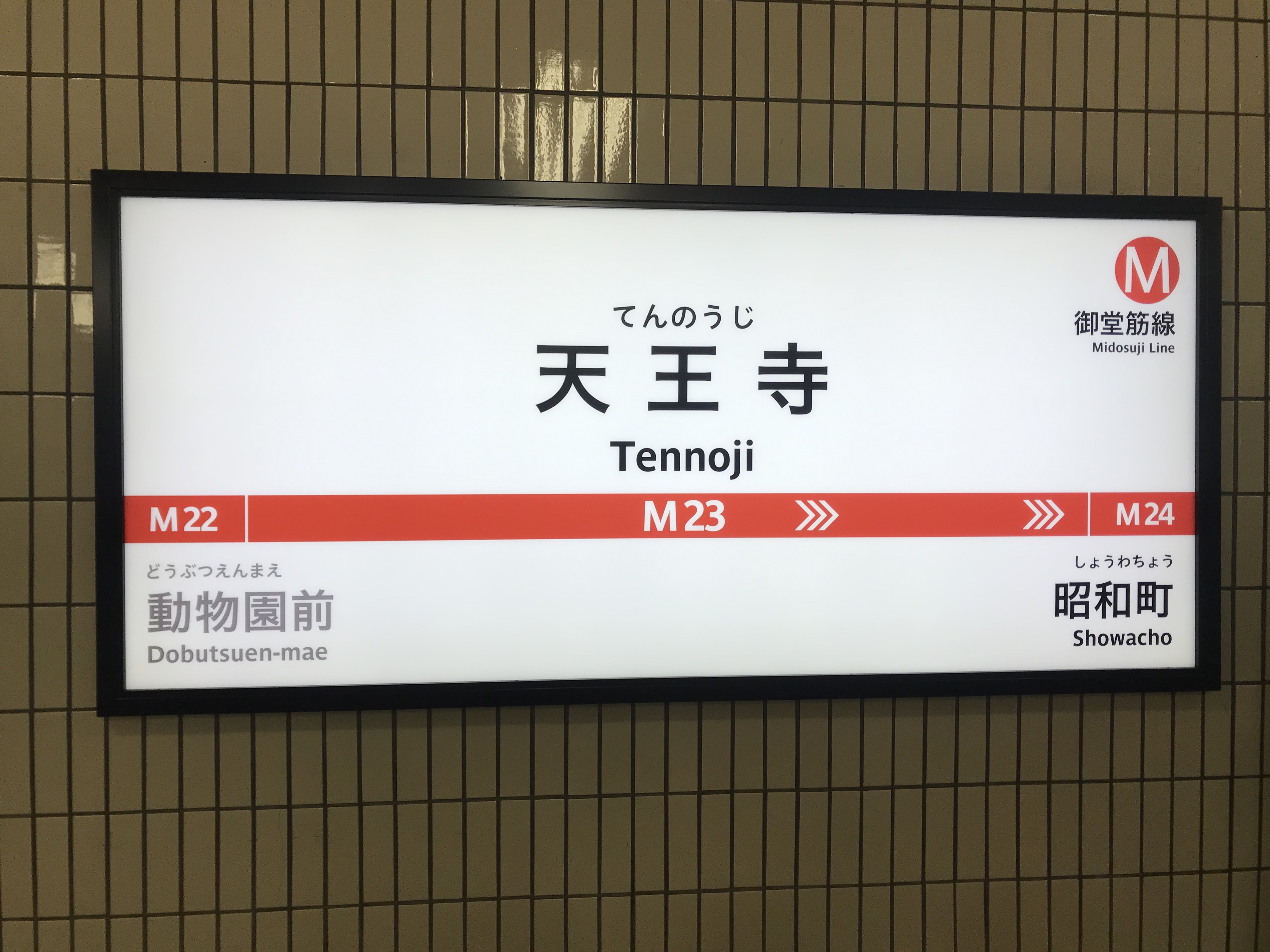
御堂筋線　駅名標
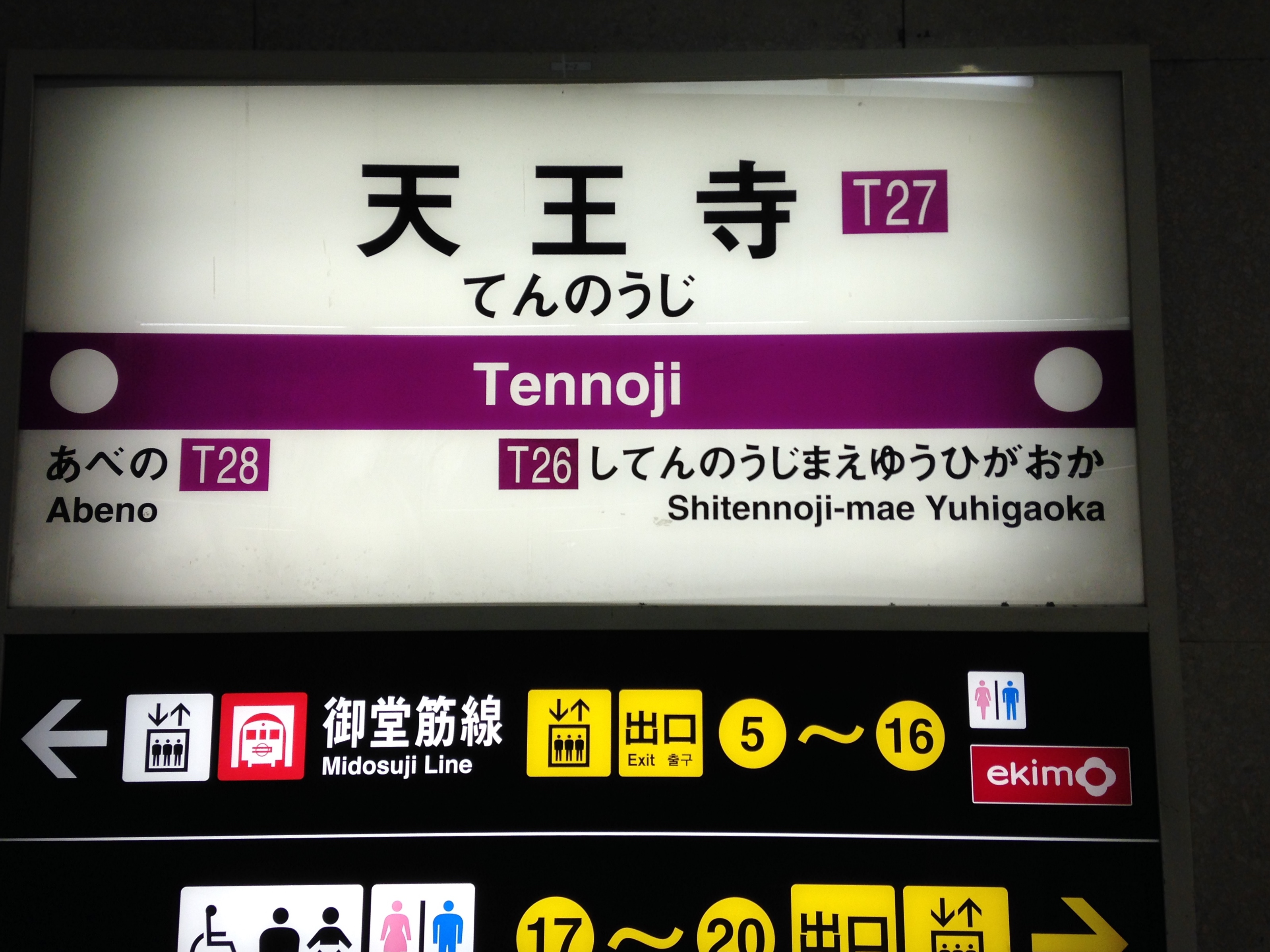
谷町線　駅名標
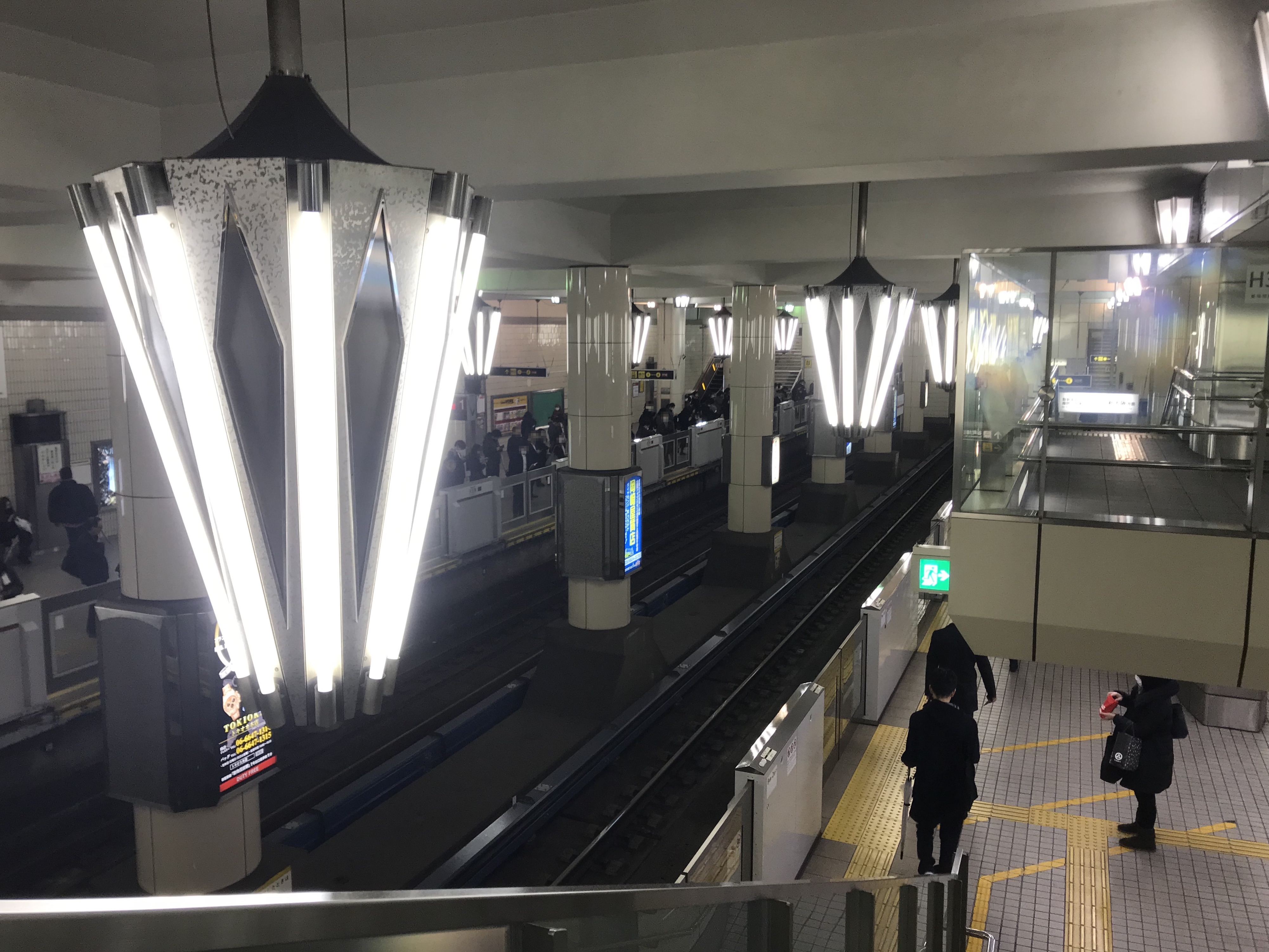
ホームにあった旧シャンデリア
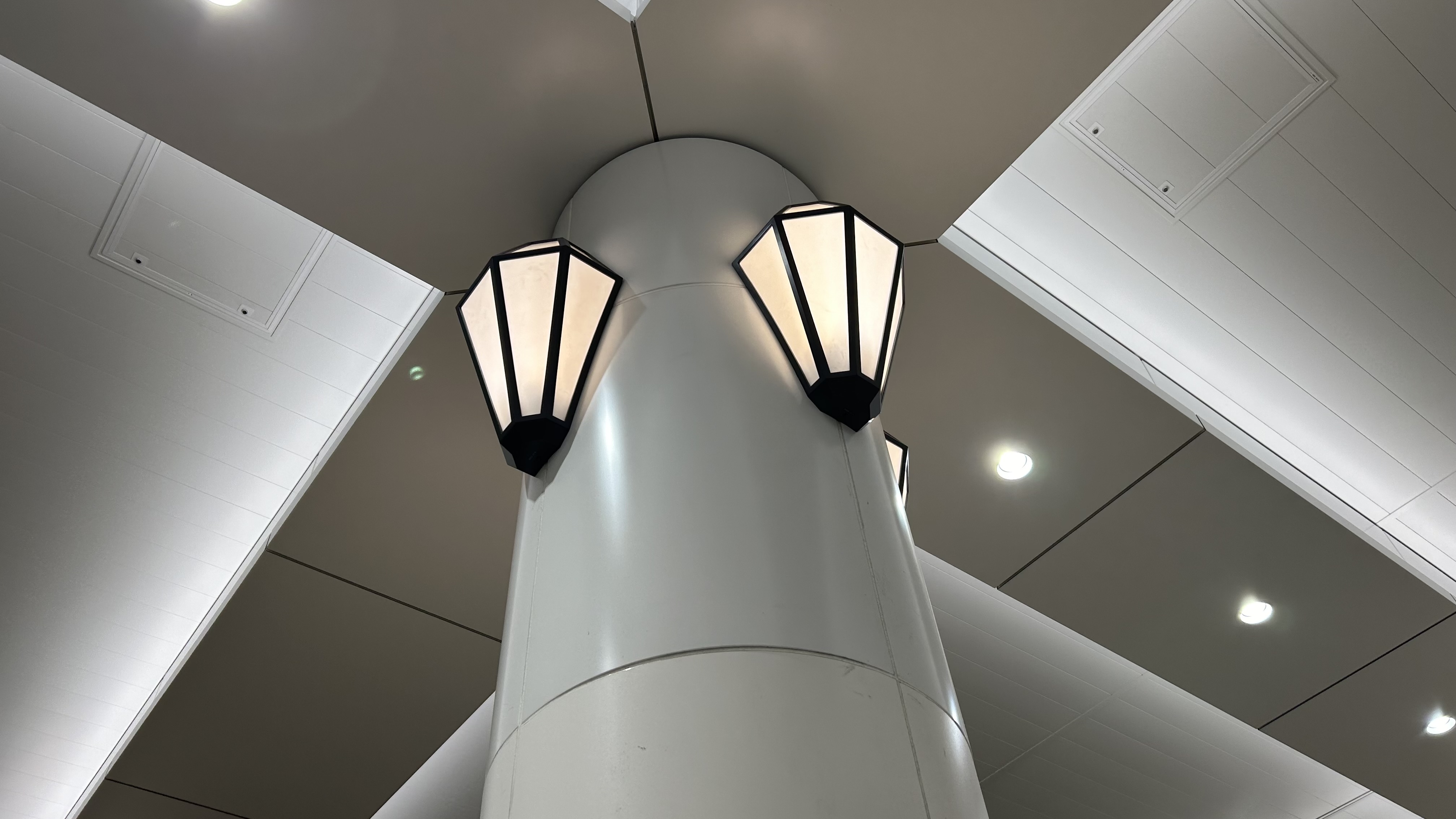
リニューアル後の照明
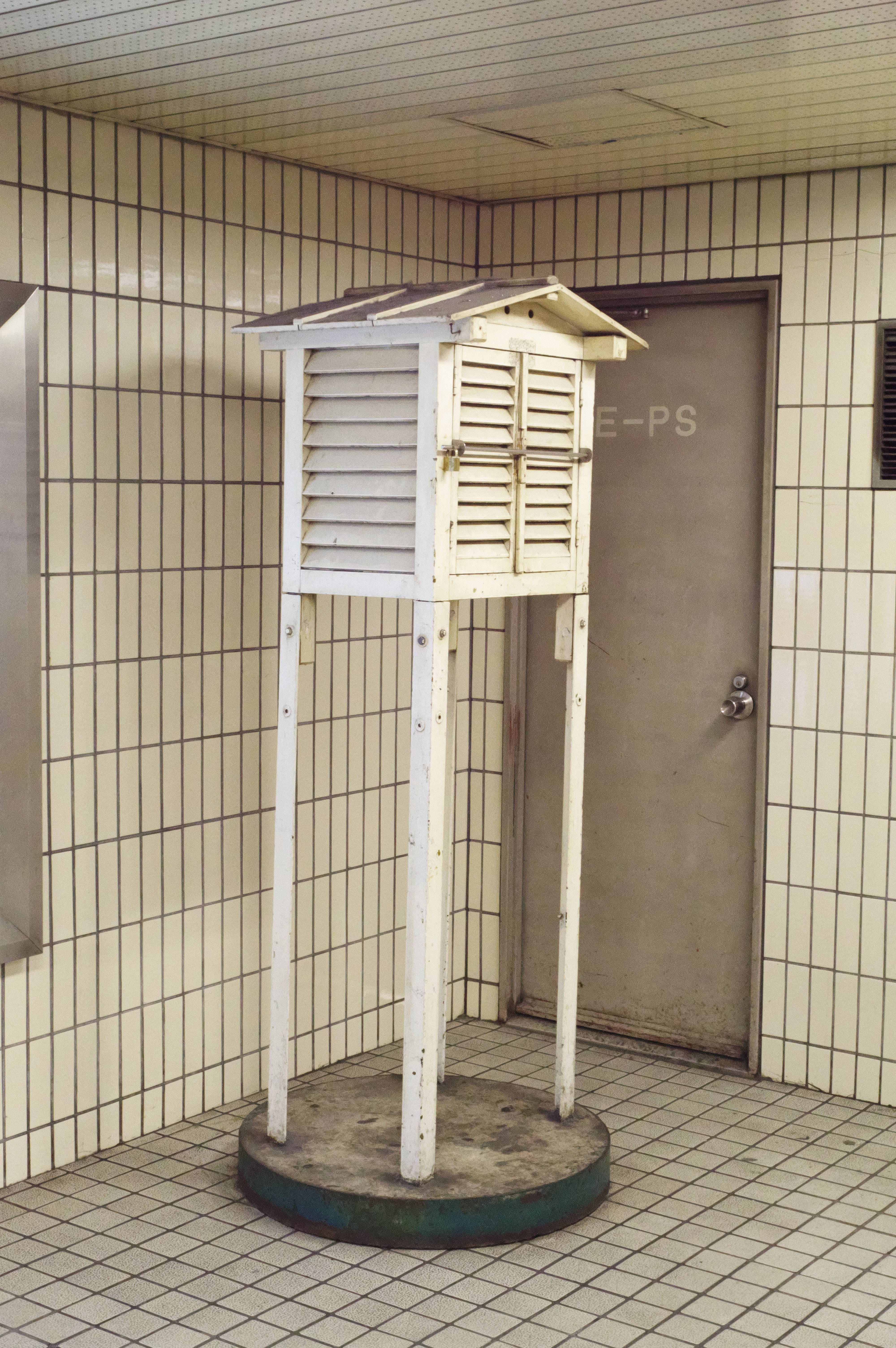
2025年3月まで、1番線ホームあった百葉箱
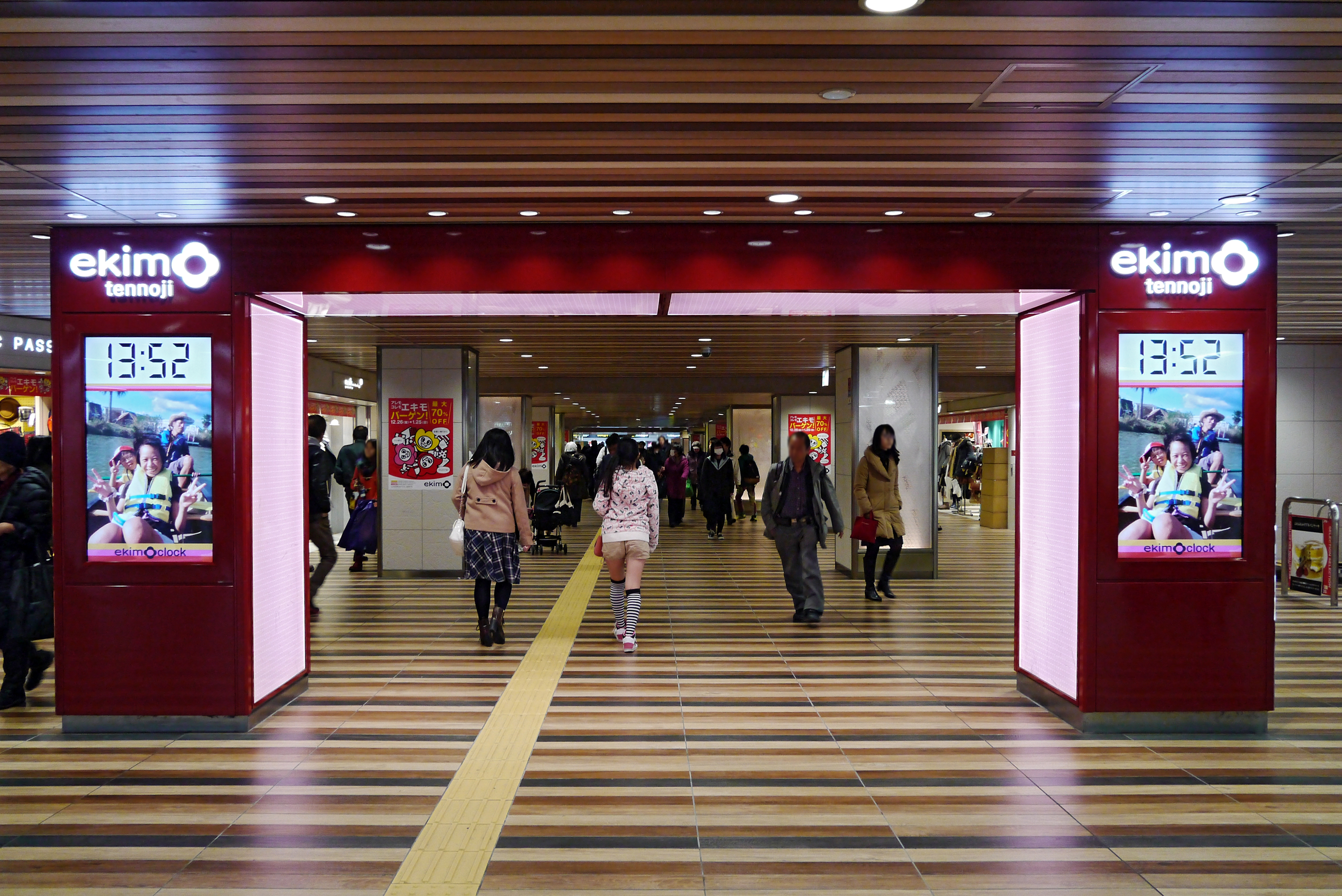
駅ナカ施設「ekimo天王寺」

### トイレ
トイレは東・西・南改札内と北改札外にある。

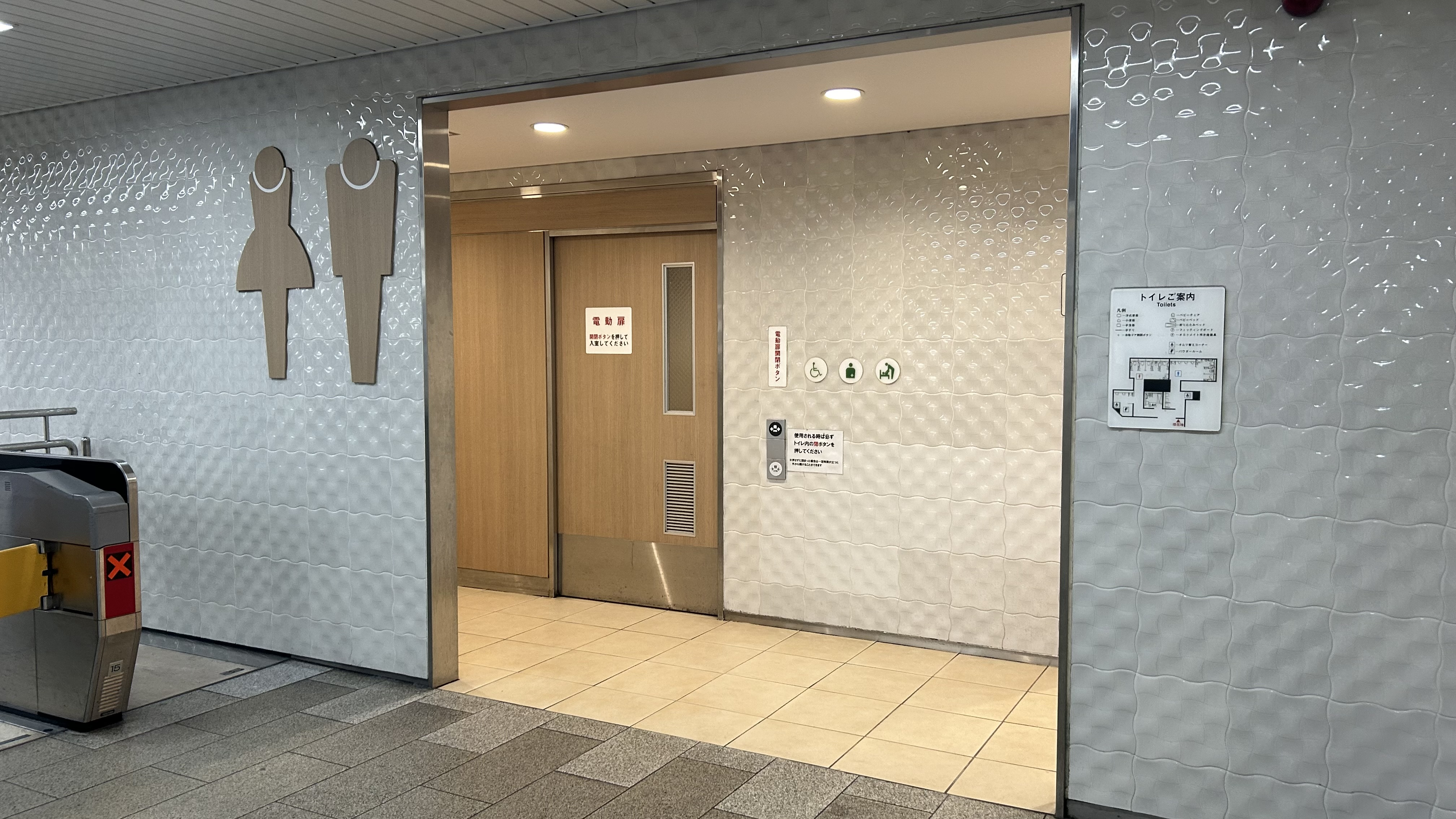
東改札内トイレ
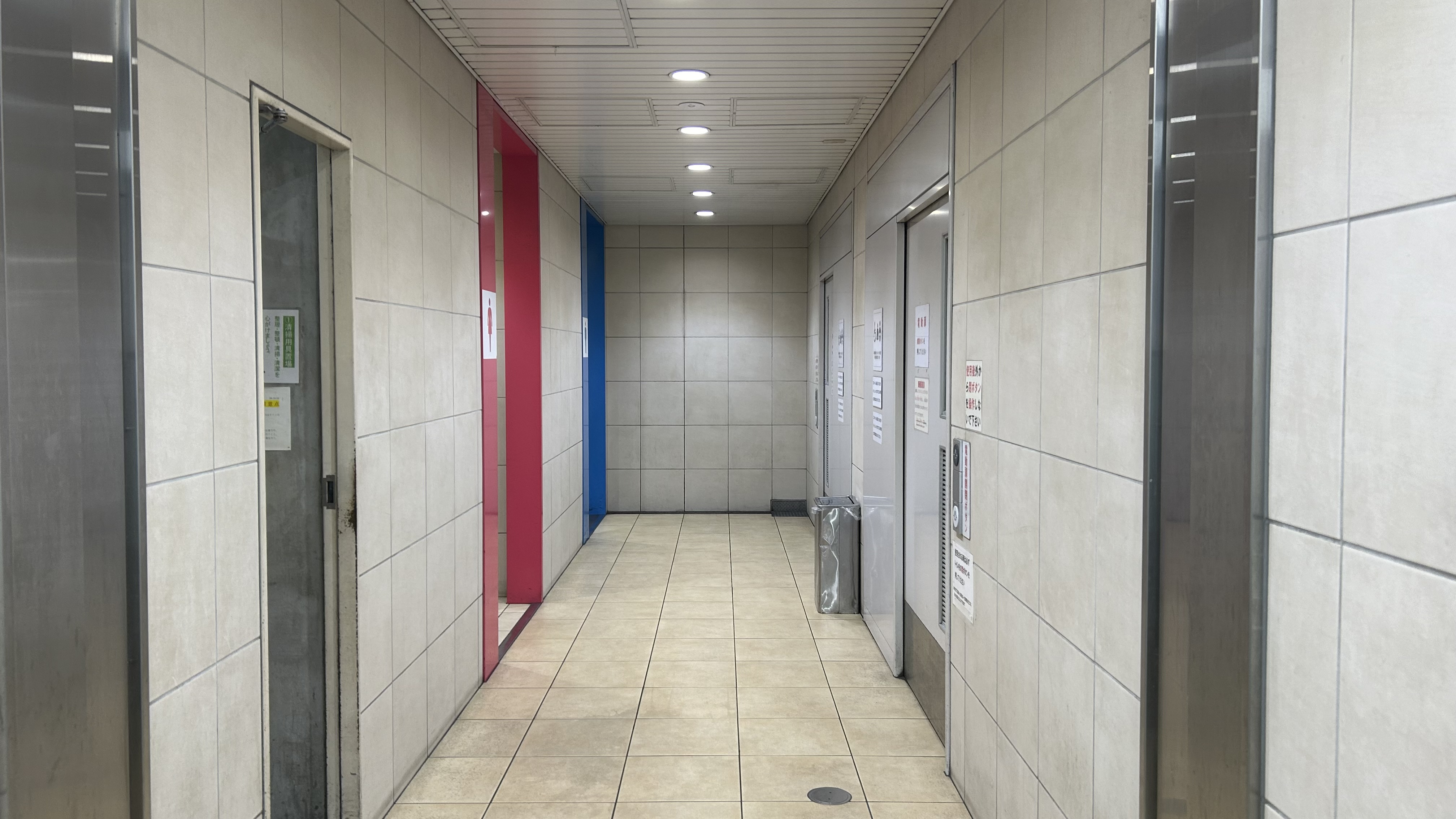
西改札内トイレ
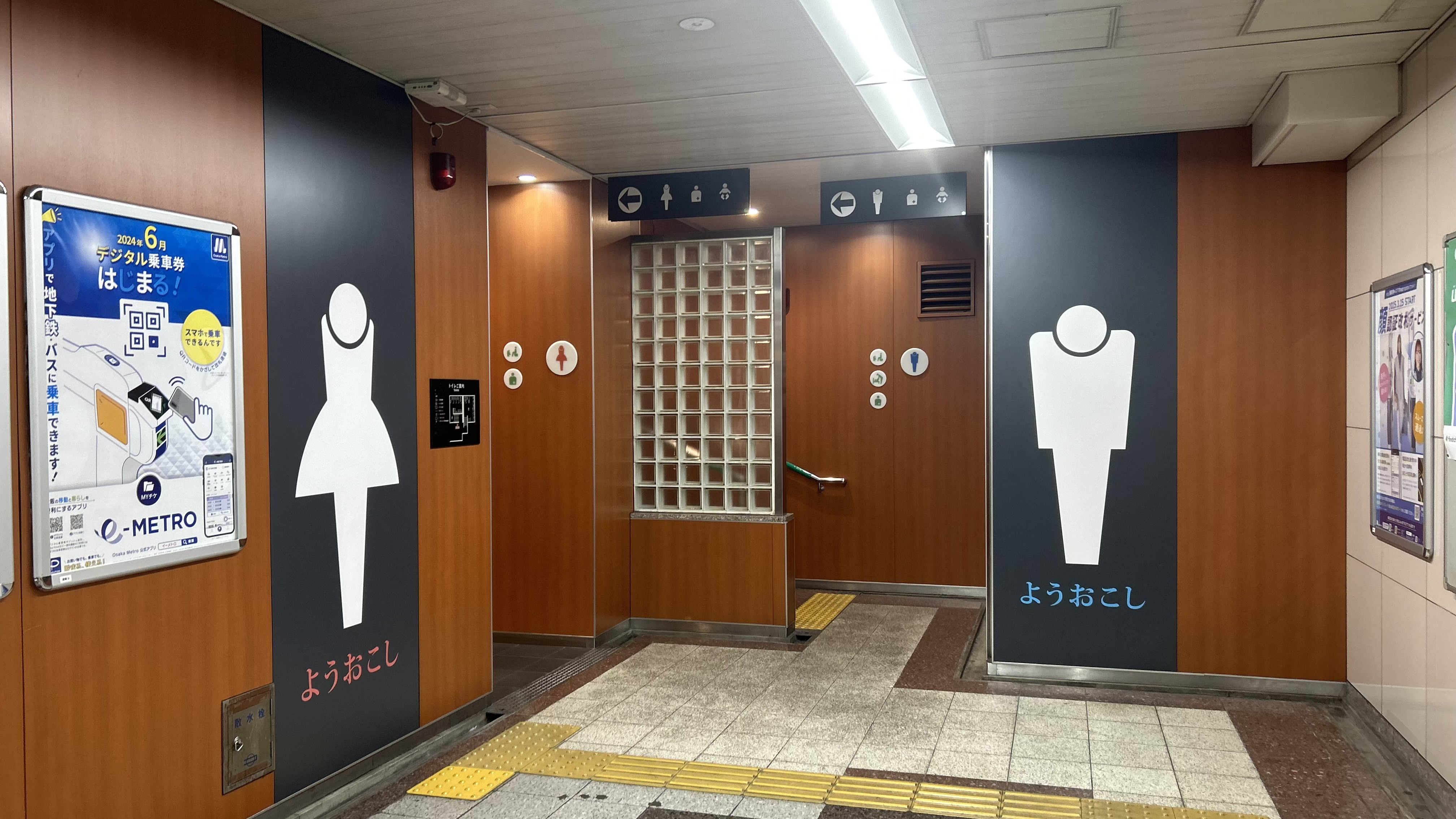
南改札内トイレ
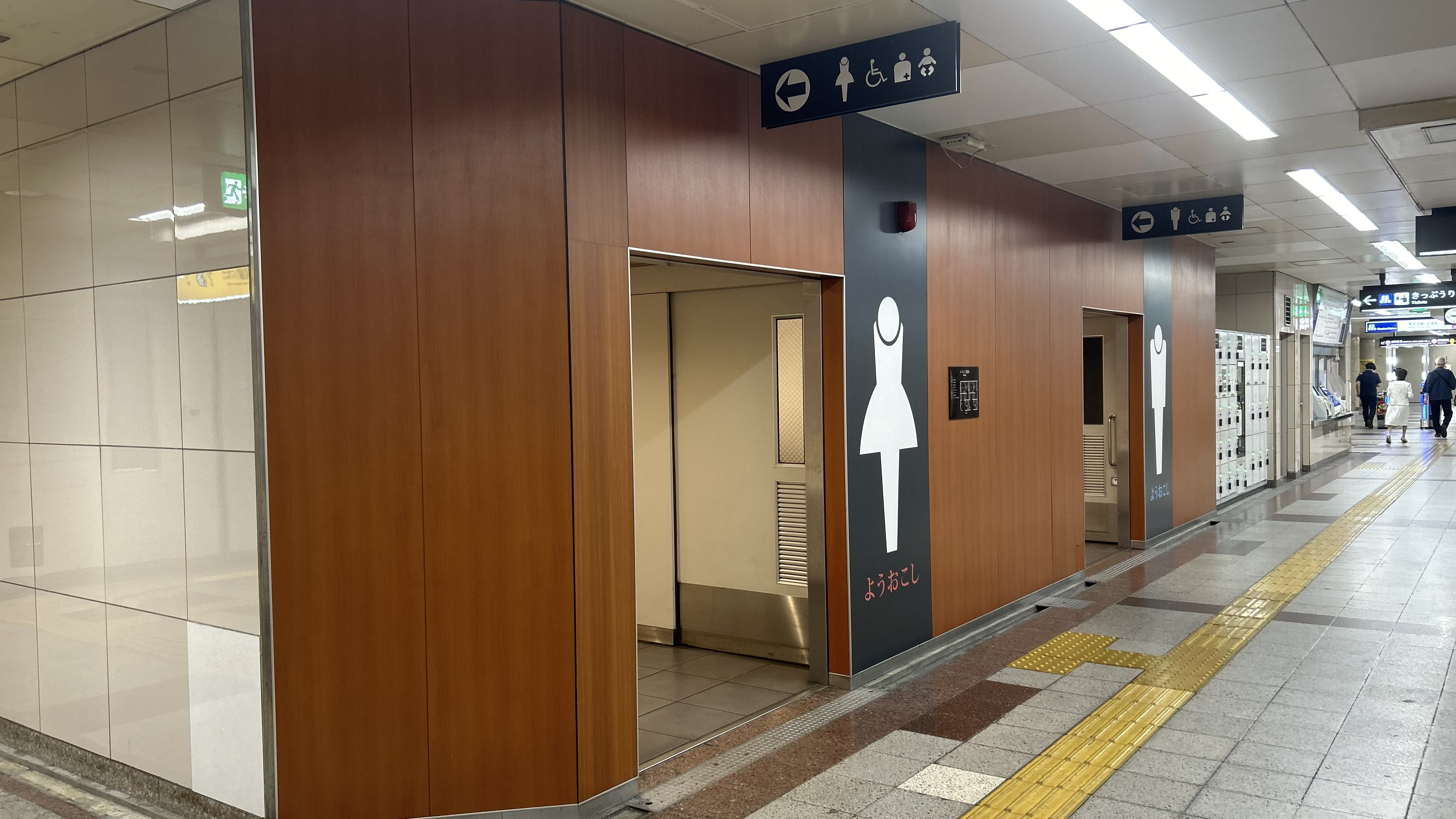
北改札外トイレ

### 出口
| 出口番号 | 出口周辺 | 接続改札 | 最寄りの路線 | 備考             |
| -------- | --- | -------- | ------------ | ---------------- |
| 1        | JR線(天王寺駅東口)                                                                                                | 東改札   | 御堂筋線     |                  |
| 2A       | MiO連絡通路 | 東改札   | 御堂筋線     | エレベーターあり |
| 2B       | MiO駐車場連絡通路                                                                                                 | 東改札   | 御堂筋線     | エレベーターあり |
| 3        | | 東改札   | 御堂筋線     |                  |
| 4        | 近鉄電車 | 東改札   | 御堂筋線     |                  |
| 5        | 天王寺公園・動物園・市立美術館                                                                                    | 西改札   | 御堂筋線     |                  |
| 6        | シティバスのりば                                                                                                  | 西改札   | 御堂筋線     |                  |
| 7        | JR線(天王寺駅)・日本年金機構天王寺年金事務所 天王寺ステーションビル                                               | 西改札   | 御堂筋線     | エレベーターあり |
| 9        | 近鉄電車・近鉄百貨店                                                                                              | 西改札   | 御堂筋線     |                  |
| 10       | 近鉄あべの橋バスステーション・バスのりば タクシーのりば・近鉄百貨店                                               | 西改札   | 御堂筋線     | エレベーターあり |
| 11       | 阪堺電車天王寺駅前駅(住吉大社方面のりば)                                                                          | 西改札   | 御堂筋線     | エレベーターあり |
| 12       | あべのキューズタウン・あべのnini                                                                                  | 西改札   | 御堂筋線     |                  |
| 13       | 市大付属病院・あべの市税事務所(あべのメディックス) 阿倍野住宅管理センター                                         | 西改札   | 御堂筋線     |                  |
| 14       | あべのルシアス・アベノセンタービル・アポロビル 環境局・大阪市保健所・あべの市税事務所(あべのメディックス)         | 西改札   | 御堂筋線     |                  |
| 15       | JR線(天王寺駅)・天王寺公園・動物園・美術館 日本年金機構天王寺年金事務所・あべちか MiO・MiO駐車場ビル・MIOプラザ館 | 南改札   | 谷町線       |                  |
| 16       | あべちか・天王寺公園・動物園・美術館                                                                              | 南改札   | 谷町線       |                  |
| 17       | JR線(天王寺駅)・天王寺公園・動物園・美術館 日本年金機構天王寺年金事務所・あべちか MiO・MiO駐車場ビル・MIOプラザ館 | 北改札   | 谷町線       |                  |
| 18       | JR線(天王寺駅)・天王寺公園・動物園・美術館 日本年金機構天王寺年金事務所・あべちか MiO・MiO駐車場ビル・MIOプラザ館 | 北改札   | 谷町線       |                  |
| 19       | JR線(天王寺駅)・天王寺公園・動物園・美術館 日本年金機構天王寺年金事務所・あべちか MiO・MiO駐車場ビル・MIOプラザ館 | 北改札   | 谷町線       | エレベーターあり |
| 20       | JR線(天王寺駅)・天王寺公園・動物園・美術館 日本年金機構天王寺年金事務所・あべちか MiO・MiO駐車場ビル・MIOプラザ館 | 北改札   | 谷町線       |                  |

## 阪堺電気軌道
あべの筋の中央部（阿倍野区）に位置し、両側を車道で挟まれた位置にある。
相対式2面1線のホームを有し、東側のホームを乗車用、西側のホームを降車用として使っている。ホーム有効長は2両分であるが、普段は車止めから1両分を空けて停車し、そこで客扱いを行っている。初詣輸送時や貸切など臨時列車を運転する場合は臨時列車を車止めぎりぎりの位置に停め、その手前に定期便の列車が入って客扱いを行う。また、ラッシュ時などで渋滞などのためにダイヤが乱れ、先行列車と後続列車の間隔が詰まっている場合にも、稀に先行列車を車止めぎりぎりの位置に停めて、すぐ後に後続列車を入れて、それぞれ客扱いを行う場合がある。このとき折り返し列車は後続列車の車両が先発となり、車両の運行順序が入れ替わることとなる。
南海平野線が廃止になるまでは前部が我孫子道もしくは住吉公園行きの列車が、後部からは平野行きの列車が発着していた。窓口と改札口が設けられており、窓口では定期乗車券の購入や一日乗車券等の購入が可能で、改札口では午前7時から午後9時までは集札業務も実施している。かつては当駅の0.1 km（営業キロで）北側で、あべの橋橋梁の上にあった。

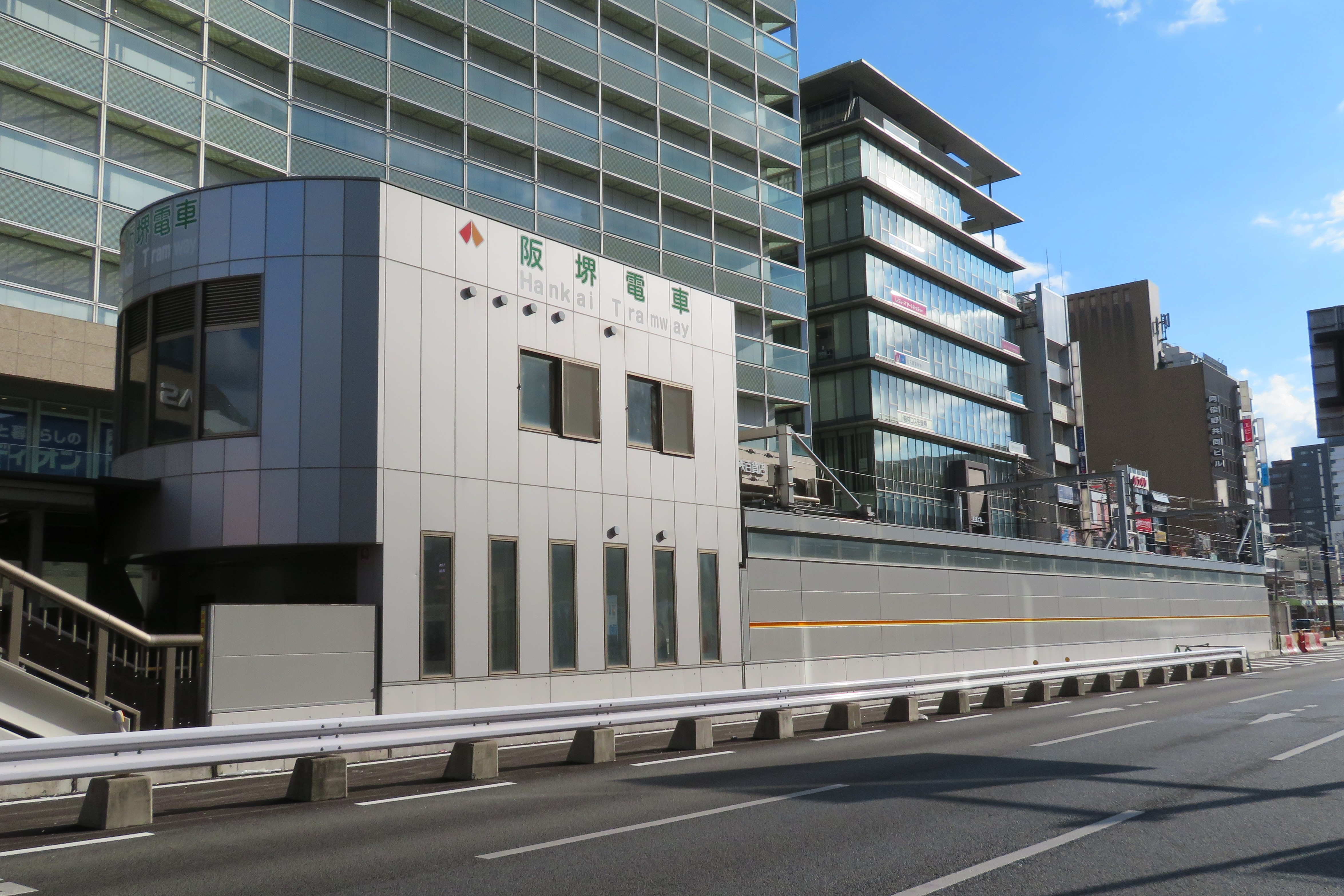
現在の駅舎
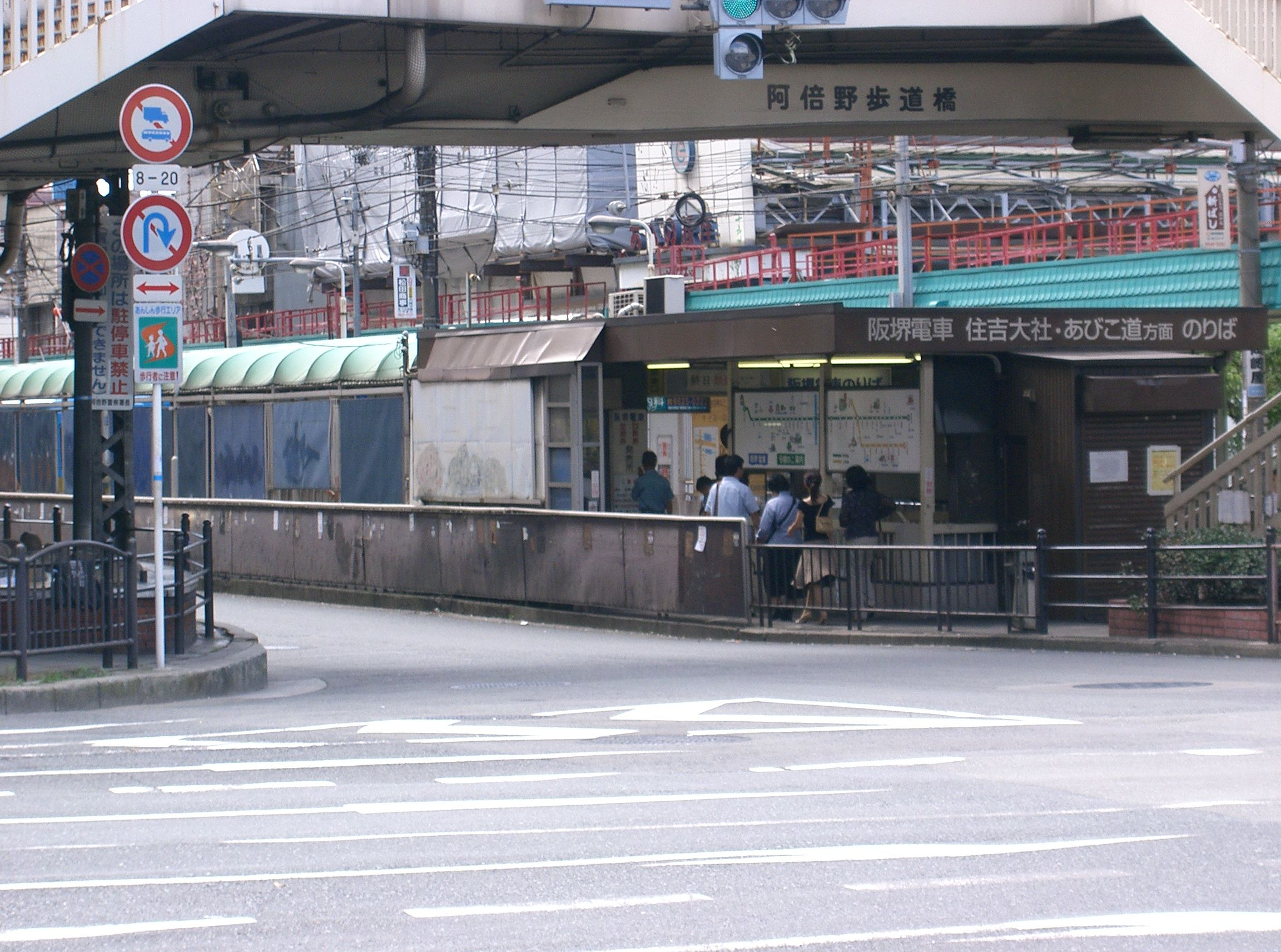
近鉄前交差点から見る旧駅舎
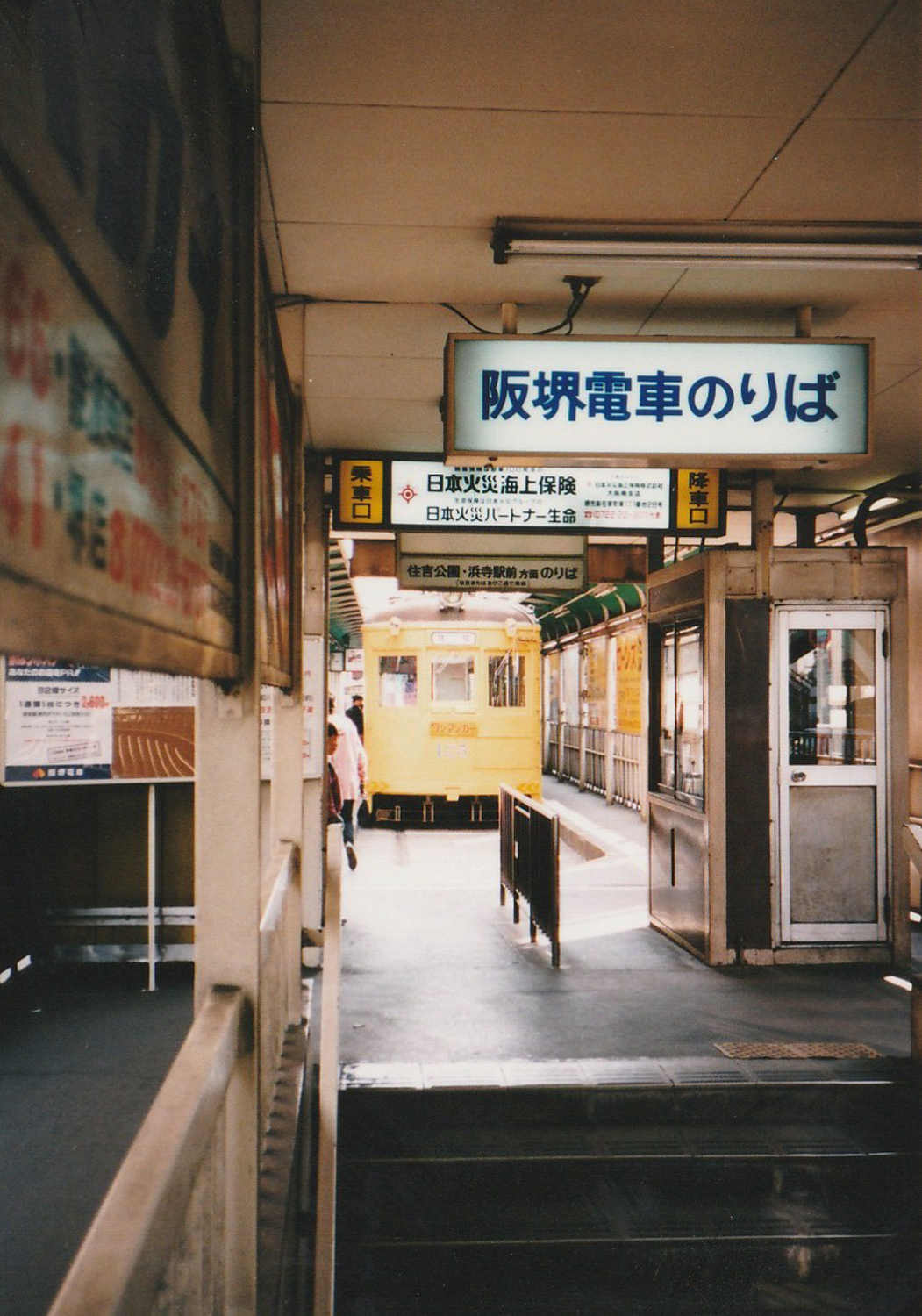
旧駅の改札からホームを見る
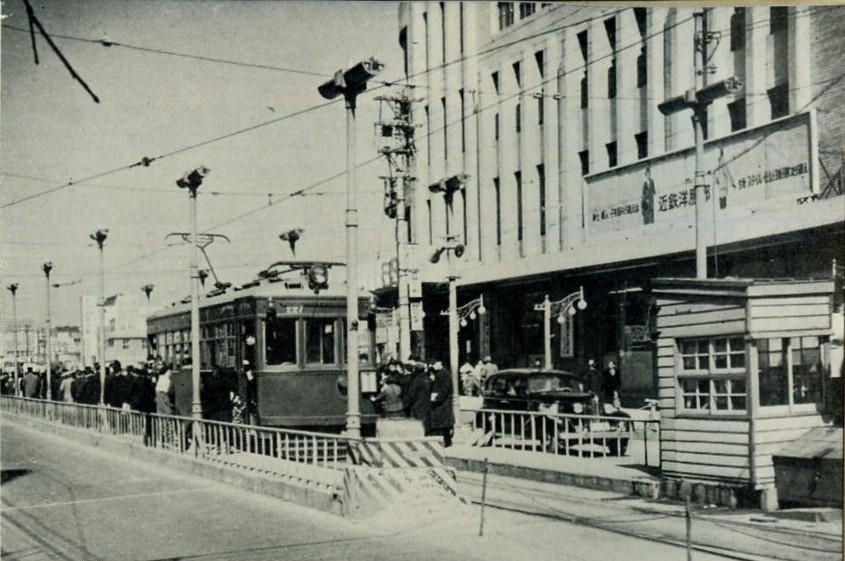
南海上町線時代の天王寺駅前停留場（1956年頃）

ホームへ行くには歩道橋と地下からの2つのルートがある。以前、阿倍野歩道橋架替工事に伴い歩道橋からホームへ行くことが出来なくなり、2013年春の新歩道橋の完成時点では上町線のりばへの階段は設けられなかった。現在は上町線が通るあべの筋（大阪府道30号大阪和泉泉南線）の西側への拡幅に伴い、駅が西側（拡幅後の道路の中心線付近）に移設され、歩道橋からの階段も新設された。なお、旧地下通路は改装の上で新駅への通路に転用された。
先述の通り、当駅および阿倍野停留場が線路移設のため2015年（平成27年）夏から駅舎の移設工事を行っている。2016年（平成28年）12月3日に移設された新軌道に切り替わり、同時に当駅も新駅舎に移設し、エレベーターの使用を開始した。なお新しい軌道敷には関西地区の路面電車としては初となる芝生による緑化が施されている。

## 南海電気鉄道（廃止）
1993年（平成5年）までは、現在の天王寺ミオが建っている部分に島式ホームの19・20番線があり、南海天王寺支線が天下茶屋駅までを結んでいた。
旅客列車はほとんど北側の19番線に発着し、かつては国鉄と貨物の連絡をしていたこともあったほか、上町線が南海による運営だった頃には、天王寺駅前停留場と本駅との間で徒歩連絡を実施しており、また戦時合併で近畿日本鉄道による運営だった際には、それに加えて南大阪線の大阪阿部野橋駅（天王寺駅前停留場⇔大阪阿部野橋駅間の徒歩連絡もされていた）とも徒歩連絡を行っていたが、前者とは分社化により1980年（昭和55年）に、後者とも会社分離により1947年（昭和22年）に徒歩連絡を解消した。
1984年（昭和59年）の天下茶屋駅 - 今池町駅部分廃止後は、阿倍野橋直下に単線の仮設ホームを作って発着していた。末期の頃は現在の天王寺ミオのプラザ館東出入り口付近にあったコインロッカーの奥の階段を降りた場所に駅の改札と事務所があった。地下鉄堺筋線の天下茶屋延伸により、残りの天王寺駅 - 今池町駅間も1993年（平成5年）に廃止された。
仮設ホームからは営業中の1両がいない間に限り、側線を用いた検修用の車庫に留置されている別の1両を部分的に眺めることができた。全線廃止まで車庫が設けられていたのは、部分廃止で他の路線とレールが繋がらなくなったため、検修用の設備を確保する必要が生じたことによる。この検修用設備は全線廃止後、汐見橋駅に移築され、1995年8月に岸里玉出駅付近の汐見橋線高架化が完成するまで使用された。
南海はかつて、天王寺駅の駅ビル会社2社の株式を保有し、JR西日本に次ぐ第2位の株主となっていた。これは、天王寺ミオの敷地に南海天王寺支線の駅があった名残である。天王寺ミオ自体も、南海主導で計画されていたことから初期段階の仮称は「てんのうじCITY」だった。後にバブル経済が要因となって工費が高騰したことから南海が撤退し、JR西日本が南海保有分を買い取ったことで、現在は株主から外れている。
天王寺ミオプラザ館にテナントとして入居しているサンマルクカフェ南海天王寺店は、南海の系列会社である南海商事がフランチャイジーとなっている。天王寺駅1Fコンコース南側にある551蓬萊、2007年（平成19年）9月4日に出店した南海そばも南海商事の経営である。南海電鉄の宣伝看板（みさき公園、高野山など）もコンコース南側の上に掲げられている。
廃止直前時点での1日平均乗降人員は1,329人（1992年）であった。

### 歴史
- 1900年（明治33年）10月26日：開業。
- 1940年（昭和15年）12月1日：阪和電気鉄道が南海鉄道に合併したため、同一会社での運営となった南海山手線南海天王寺駅との徒歩連絡を開始。ただし同一会社化後も山手線と天王寺支線とは別改札の状態となっていたことと、天王寺支線は山手線とは異なり、国鉄との共同使用駅状態を継続したため、天王寺支線側の駅名は冠名のない天王寺駅のままで変更せず）。
- 1944年（昭和19年）
  - 5月1日：南海山手線が国有化され別の鉄道事業者に移管。国鉄阪和線となった。これにより同日より山手線南海天王寺駅は天王寺駅に統合され、山手線南海天王寺駅との徒歩連絡を解消。一方で駅統合により阪和線とも連絡運輸を開始する。
  - 6月1日：戦時統合により関西急行鉄道が南海鉄道（南海電気鉄道の前身）と合併。これにより同日より至近距離にある南大阪線の大阪阿部野橋駅との徒歩連絡を開始（ただし1947年6月1日付で会社分離により両駅と本駅との徒歩連絡を廃止）。
- 1977年（昭和52年）3月1日：貨物の受け渡しを廃止。
- 1993年（平成5年）4月1日：廃止[4]。

## 利用状況
大阪阿部野橋駅を含む各社合計の1日平均乗降客数は約65万人であり大阪府内では大阪・梅田駅、難波駅に次ぐ第3位の駅となる。

### JR西日本
2023年（令和5年）度の1日平均乗車人員は132,051人である。同社の駅では大阪駅・京都駅に次ぐ第3位。当駅までの3駅は長年順位が変わっていない。
各年度の1日平均乗車人員は下表の通り。
| 年度               | 1日平均 乗車人員 | 増減率 | 順位 | 定期利用状況 | 定期利用状況 | 出典            | 出典          |
| 年度               | 1日平均 乗車人員 | 増減率 | 順位 | 1日平均      | 定期率       | JR西日本        | 大阪府        |
| ------------------ | ---------------- | ------ | ---- | ------------ | ------------ | --------------- | ------------- |
| 1988年（昭和63年） | 164,840          |        |      | 103,457      | 62.8%        |                 | [ 大阪府 1 ]  |
| 1989年（平成元年） | 168,276          | 2.1%   |      | 106,121      | 63.1%        |                 | [ 大阪府 1 ]  |
| 1990年（平成02年） | 174,471          | 3.7%   |      | 109,087      | 62.5%        |                 | [ 大阪府 2 ]  |
| 1991年（平成03年） | 176,446          | 1.1%   |      | 110,677      | 62.7%        |                 | [ 大阪府 3 ]  |
| 1992年（平成04年） | 176,926          | 0.3%   |      | 111,415      | 63.0%        |                 | [ 大阪府 4 ]  |
| 1993年（平成05年） | 177,589          | 0.4%   |      | 111,015      | 62.5%        |                 | [ 大阪府 5 ]  |
| 1994年（平成06年） | 176,236          | -0.8%  |      | 109,703      | 62.3%        |                 | [ 大阪府 6 ]  |
| 1995年（平成07年） | 178,382          | 1.2%   |      | 109,055      | 61.1%        |                 | [ 大阪府 7 ]  |
| 1996年（平成08年） | 177,499          | -0.5%  |      | 107,501      | 60.6%        |                 | [ 大阪府 8 ]  |
| 1997年（平成09年） | 170,560          | -3.9%  |      | 103,478      | 60.7%        |                 | [ 大阪府 9 ]  |
| 1998年（平成10年） | 163,962          | -3.9%  |      | 98,959       | 60.4%        |                 | [ 大阪府 10 ] |
| 1999年（平成11年） | 158,421          | -3.4%  |      | 94,841       | 59.9%        |                 | [ 大阪府 11 ] |
| 2000年（平成12年） | 157,552          | -0.5%  |      | 92,908       | 59.0%        |                 | [ 大阪府 12 ] |
| 2001年（平成13年） | 155,365          | -1.4%  |      | 90,768       | 58.4%        |                 | [ 大阪府 13 ] |
| 2002年（平成14年） | 149,738          | -3.6%  |      | 88,269       | 58.9%        |                 | [ 大阪府 14 ] |
| 2003年（平成15年） | 148,303          | -1.0%  |      | 87,126       | 58.7%        |                 | [ 大阪府 15 ] |
| 2004年（平成16年） | 145,135          | -2.1%  |      | 86,411       | 59.5%        |                 | [ 大阪府 16 ] |
| 2005年（平成17年） | 143,336          | -1.2%  |      | 85,485       | 59.6%        |                 | [ 大阪府 17 ] |
| 2006年（平成18年） | 143,615          | 0.2%   |      | 85,653       | 59.6%        |                 | [ 大阪府 18 ] |
| 2007年（平成19年） | 142,268          | -0.9%  |      | 85,049       | 59.8%        |                 | [ 大阪府 19 ] |
| 2008年（平成20年） | 139,279          | -2.1%  |      | 83,290       | 59.8%        |                 | [ 大阪府 20 ] |
| 2009年（平成21年） | 133,741          | -4.0%  |      | 81,008       | 60.6%        |                 | [ 大阪府 21 ] |
| 2010年（平成22年） | 132,066          | -1.3%  |      | 79,664       | 60.3%        |                 | [ 大阪府 22 ] |
| 2011年（平成23年） | 134,728          | 2.0%   |      | 79,322       | 58.9%        |                 | [ 大阪府 23 ] |
| 2012年（平成24年） | 134,028          | -0.5%  |      | 78,741       | 58.7%        |                 | [ 大阪府 24 ] |
| 2013年（平成25年） | 139,138          | 3.8%   | 3位  | 80,601       | 57.9%        | [ JR西日本 1 ]  | [ 大阪府 25 ] |
| 2014年（平成26年） | 141,463          | 1.7%   | 3位  | 80,709       | 57.1%        | [ JR西日本 2 ]  | [ 大阪府 26 ] |
| 2015年（平成27年） | 143,202          | 1.2%   | 3位  | 82,044       | 57.3%        | [ JR西日本 3 ]  | [ 大阪府 27 ] |
| 2016年（平成28年） | 145,100          | 1.3%   | 3位  | 82,922       | 57.1%        | [ JR西日本 4 ]  | [ 大阪府 28 ] |
| 2017年（平成29年） | 148,254          | 2.1%   | 3位  | 84,416       | 56.9%        | [ JR西日本 5 ]  | [ 大阪府 29 ] |
| 2018年（平成30年） | 147,871          | -0.3%  | 3位  | 84,147       | 56.9%        | [ JR西日本 6 ]  | [ 大阪府 30 ] |
| 2019年（令和元年） | 146,163          | -1.2%  | 3位  | 83,811       | 57.3%        | [ JR西日本 7 ]  | [ 大阪府 31 ] |
| 2020年（令和02年） | 108,718          | -25.6% | 3位  | 70,325       | 64.7%        | [ JR西日本 8 ]  | [ 大阪府 32 ] |
| 2021年（令和03年） | 113,905          | 4.8%   | 3位  | 72,218       | 63.4%        | [ JR西日本 9 ]  | [ 大阪府 33 ] |
| 2022年（令和04年） | 127,748          | 12.2%  | 3位  | 75,282       | 58.9%        | [ JR西日本 10 ] | [ 大阪府 34 ] |
| 2023年（令和05年） | 132,051          | 3.7%   | 3位  | 75,962       | 57.5%        | [ JR西日本 11 ] | [ 大阪府 35 ] |

### Osaka Metro
2024年11月12日の1日乗降人員は243,476人（乗車人員：122,138人、降車人員：121,338人）である。同社、御堂筋線の駅では梅田駅・難波駅に次ぐ第3位。谷町線が乗り入れる駅では最も多い。
各年度の特定日利用状況は下表の通り。なお1969・1995年度の記録については、それぞれ1970・1996年に行われた調査である（会計年度上、表中に記載の年度となる）。
| 年度               | 調査日   | 乗車人員 | 降車人員 | 乗降人員 | 出典          | 出典          |
| 年度               | 調査日   | 乗車人員 | 降車人員 | 乗降人員 | メトロ        | 大阪府        |
| ------------------ | -------- | -------- | -------- | -------- | ------------- | ------------- |
| 1966年（昭和41年） | 11月08日 | 106,138  | 106,592  | 212,730  |               | [ 大阪府 36 ] |
| 1967年（昭和42年） | 11月14日 | 106,278  | 103,020  | 209,298  |               | [ 大阪府 37 ] |
| 1968年（昭和43年） | 11月12日 | 111,088  | 106,192  | 217,280  |               | [ 大阪府 38 ] |
| 1969年（昭和44年） | 01月27日 | 144,200  | 136,761  | 280,961  |               | [ 大阪府 39 ] |
| 1970年（昭和45年） | 11月06日 | 151,184  | 144,735  | 295,919  |               | [ 大阪府 40 ] |
| 1972年（昭和47年） | 11月14日 | 147,145  | 146,948  | 294,093  |               | [ 大阪府 41 ] |
| 1975年（昭和50年） | 11月07日 | 158,567  | 151,817  | 310,384  |               | [ 大阪府 42 ] |
| 1977年（昭和52年） | 11月18日 | 156,998  | 150,472  | 307,470  |               | [ 大阪府 43 ] |
| 1981年（昭和56年） | 11月10日 | 160,856  | 156,718  | 317,574  |               | [ 大阪府 44 ] |
| 1985年（昭和60年） | 11月12日 | 153,223  | 146,163  | 299,386  |               | [ 大阪府 45 ] |
| 1987年（昭和62年） | 11月10日 | 157,667  | 151,987  | 309,654  |               | [ 大阪府 46 ] |
| 1990年（平成02年） | 11月06日 | 164,689  | 159,951  | 324,640  |               | [ 大阪府 2 ]  |
| 1995年（平成07年） | 02月15日 | 145,307  | 137,250  | 282,557  |               | [ 大阪府 7 ]  |
| 1998年（平成10年） | 11月10日 | 137,485  | 142,121  | 279,606  |               | [ 大阪府 10 ] |
| 2007年（平成19年） | 11月13日 | 136,022  | 133,003  | 269,025  |               | [ 大阪府 19 ] |
| 2008年（平成20年） | 11月11日 | 134,532  | 131,754  | 266,286  |               | [ 大阪府 20 ] |
| 2009年（平成21年） | 11月10日 | 126,550  | 124,985  | 251,535  |               | [ 大阪府 21 ] |
| 2010年（平成22年） | 11月09日 | 123,932  | 122,559  | 246,491  |               | [ 大阪府 22 ] |
| 2011年（平成23年） | 11月08日 | 125,328  | 123,085  | 248,413  |               | [ 大阪府 23 ] |
| 2012年（平成24年） | 11月13日 | 123,603  | 122,860  | 246,463  |               | [ 大阪府 24 ] |
| 2013年（平成25年） | 11月19日 | 125,961  | 123,618  | 249,579  | [ メトロ 1 ]  | [ 大阪府 25 ] |
| 2014年（平成26年） | 11月11日 | 130,905  | 128,412  | 259,317  | [ メトロ 2 ]  | [ 大阪府 26 ] |
| 2015年（平成27年） | 11月17日 | 131,215  | 130,424  | 261,639  | [ メトロ 3 ]  | [ 大阪府 27 ] |
| 2016年（平成28年） | 11月08日 | 128,829  | 128,130  | 256,959  | [ メトロ 4 ]  | [ 大阪府 28 ] |
| 2017年（平成29年） | 11月14日 | 135,598  | 134,022  | 269,620  | [ メトロ 5 ]  | [ 大阪府 29 ] |
| 2018年（平成30年） | 11月13日 | 133,341  | 131,935  | 265,276  | [ メトロ 6 ]  | [ 大阪府 30 ] |
| 2019年（令和元年） | 11月12日 | 132,761  | 131,720  | 264,481  | [ メトロ 7 ]  | [ 大阪府 31 ] |
| 2020年（令和02年） | 11月10日 | 111,258  | 110,312  | 221,570  | [ メトロ 8 ]  | [ 大阪府 32 ] |
| 2021年（令和03年） | 11月16日 | 112,034  | 111,016  | 223,050  | [ メトロ 9 ]  | [ 大阪府 33 ] |
| 2022年（令和04年） | 11月15日 | 115,552  | 115,018  | 230,570  | [ メトロ 10 ] | [ 大阪府 34 ] |
| 2023年（令和05年） | 11月07日 | 119,185  | 119,009  | 238,194  | [ メトロ 11 ] | [ 大阪府 35 ] |
| 2024年（令和06年） | 11月12日 | 122,138  | 121,338  | 243,476  | [ メトロ 12 ] |               |

#### 1998年度までの路線別データ
最新の路線別データである1998年調査によると、御堂筋線のみの乗降人員は梅田駅・難波駅・淀屋橋駅に次ぐ4位、谷町線のみの乗降人員は東梅田駅・天満橋駅に次ぐ3位。御堂筋線としては淀屋橋駅に、谷町線としては天満橋駅にやや劣る数字となっている。
| 年度               | 調査日   | 御堂筋線 | 御堂筋線 | 御堂筋線 | 谷町線   | 谷町線   | 谷町線   | 出典          |
| 年度               | 調査日   | 乗車人員 | 降車人員 | 乗降人員 | 乗車人員 | 降車人員 | 乗降人員 | 出典          |
| ------------------ | -------- | -------- | -------- | -------- | -------- | -------- | -------- | ------------- |
| 1969年（昭和44年） | 01月27日 | 113,253  | 109,822  | 223,075  | 30,947   | 26,939   | 57,886   | [ 大阪府 39 ] |
| 1970年（昭和45年） | 11月06日 | 118,036  | 113,669  | 231,705  | 33,148   | 31,066   | 64,214   | [ 大阪府 40 ] |
| 1972年（昭和47年） | 11月14日 | 115,635  | 116,074  | 231,709  | 31,510   | 30,874   | 62,384   | [ 大阪府 41 ] |
| 1975年（昭和50年） | 11月07日 | 120,404  | 117,737  | 238,141  | 38,163   | 34,080   | 72,243   | [ 大阪府 42 ] |
| 1977年（昭和52年） | 11月18日 | 116,617  | 113,992  | 230,609  | 40,381   | 36,480   | 76,861   | [ 大阪府 43 ] |
| 1981年（昭和56年） | 11月10日 | 117,291  | 114,852  | 232,143  | 43,565   | 41,866   | 85,431   | [ 大阪府 44 ] |
| 1985年（昭和60年） | 11月12日 | 112,924  | 106,885  | 219,809  | 40,299   | 39,278   | 79,577   | [ 大阪府 45 ] |
| 1987年（昭和62年） | 11月10日 | 116,063  | 111,821  | 227,884  | 41,604   | 40,166   | 81,770   | [ 大阪府 46 ] |
| 1990年（平成02年） | 11月06日 | 120,799  | 117,648  | 238,447  | 43,890   | 42,303   | 86,193   | [ 大阪府 2 ]  |
| 1995年（平成07年） | 02月15日 | 106,033  | 98,017   | 204,050  | 39,274   | 39,233   | 78,507   | [ 大阪府 7 ]  |
| 1998年（平成10年） | 11月10日 | 94,320   | 100,710  | 195,030  | 43,165   | 41,411   | 84,576   | [ 大阪府 10 ] |

### 阪堺電気軌道
2023年度の特定日の1日乗降人員は10,419人（乗車人員：5,551人、降車人員：4,868人）である。
近年の特定の1日における利用状況は下表の通り。
| 年度               | 乗車人員 | 降車人員 | 乗降人員 | 出典          |
| ------------------ | -------- | -------- | -------- | ------------- |
| 2009年（平成21年） | 4,990    | 4,891    | 9,881    | [ 大阪府 21 ] |
| 2010年（平成22年） | 5,336    | 4,828    | 10,164   | [ 大阪府 22 ] |
| 2011年（平成23年） | 5,359    | 5,137    | 10,496   | [ 大阪府 23 ] |
| 2013年（平成25年） | 5,766    | 5,214    | 10,980   | [ 大阪府 25 ] |
| 2015年（平成27年） | 6,085    | 5,204    | 11,289   | [ 大阪府 27 ] |
| 2017年（平成29年） | 6,125    | 5,218    | 11,343   | [ 大阪府 29 ] |
| 2018年（平成30年） | 6,228    | 5,878    | 12,106   | [ 大阪府 30 ] |
| 2019年（令和元年） | 6,332    | 5,853    | 12,185   | [ 大阪府 31 ] |
| 2020年（令和02年） | 5,385    | 4,696    | 10,081   | [ 大阪府 32 ] |
| 2021年（令和03年） | 5,273    | 4,041    | 9,314    | [ 大阪府 33 ] |
| 2022年（令和04年） | 5,398    | 4,937    | 10,335   | [ 大阪府 34 ] |
| 2023年（令和05年） | 5,551    | 4,868    | 10,419   | [ 大阪府 35 ] |

## 駅周辺
当駅直結の駅ビル「天王寺ミオ」のほか、駅南側は近鉄が開発した大型商業施設が複数集積しており、繁華街としては大阪市内ではキタ・ミナミに次ぐ規模を誇る。大阪阿部野橋駅直結の「あべのハルカス」は開業当時は日本一の高さ（300m）の超高層複合商業ビルであり、大阪のランドマークでもある（2024年現在は東京都港区に所在する麻布台ヒルズ森JPタワーに次ぐ日本2位の高さ）。JR天王寺駅のファッションビル「天王寺ミオ」と大阪阿部野橋駅直上の近鉄百貨店が道路を挟んで向かい合っている。近鉄百貨店阿倍野本店は「あべのハルカス近鉄本店」と名称を変更し、タワー館が2013年6月13日に先行オープン。2014年3月7日、グランドオープンした。近隣には国公私立問わず、中学校・高等学校・専門学校が多く所在する。

### 主な商業施設
（天王寺区）
- 天王寺ミオ本館
- 天王寺ミオプラザ館
- あべちか
- 天王寺駅前商店街

（阿倍野区）
- あべのハルカス近鉄本店（展望台）
  - あべのHoop
  - あべのand
- 新宿ごちそうビル
- ekimo天王寺
- Gビル阿倍野01（旧エコーアクロスビル）
- アベノセンタービル
- あべのnini
- あべのアポロ（きんえいアポロビル）
- あべのルシアス
- あべのキューズタウン
  - SHIBUYA109 ABENO
  - イトーヨーカドー あべの店
  - ハンズ
  - ビックカメラ
  - ABCクラフト
  - ROCKTOWN
- ドン・キホーテ あべの天王寺駅前店
- あべのマルシェ商店街
- あべのベルタ
  - 関西スーパー あべのベルタ店

### 公園
- 天王寺公園
  - 大阪市天王寺動物園
  - 大阪市立美術館
  - 慶沢園
  - 植物温室
  - 旧黒田藩屋敷長屋門
  - 茶臼山古墳
  - てんしばエリア

### 郵便局・金融機関
- 日本郵便（郵便局）
  - 天王寺MiO郵便局
  - 天王寺茶臼山郵便局
  - 大阪四天王寺郵便局
  - 阿倍野旭町郵便局
  - 阿倍野松崎郵便局
  - あべのベルタ内郵便局
- 銀行
  - 三井住友銀行 阿倍野支店・天王寺駅前支店・平野支店・天王寺ローンプラザ
  - 三井住友信託銀行 あべの支店・阿部野橋支店
  - 三菱UFJ銀行 阿倍野橋支店・阿部野橋西支店
  - 三菱UFJ信託銀行 阿倍野支店
  - みずほ銀行 阿倍野橋支店
  - みずほ信託銀行 阿倍野橋駅前支店
  - りそな銀行 阿倍野橋支店
  - 関西みらい銀行 天王寺支店
- 信金・信組・その他
  - 日本政策金融公庫 阿倍野支店
  - 近畿労働金庫 天王寺支店
  - 大阪シティ信用金庫 阿倍野支店市大病院出張所

### 主な宿泊施設
- 大阪マリオット都ホテル
- 都シティ 大阪天王寺
- ホテルトラスティ大阪阿倍野
- アパホテル〈天王寺駅前〉
- アーベイ天王寺ホテル
- ホテルバリタワー大阪天王寺
- グリンヒルホテル天王寺
- スーパーホテル大阪・天王寺

### 文教施設
- 大学
  - 大阪公立大学医学部
  - 大阪教育大学天王寺キャンパス
  - 阪南大学あべのハルカスキャンパス
  - 四天王寺大学サテライトキャンパス
  - 大阪芸術大学スカイキャンパス
  - 大阪大谷大学ハルカスキャンパス
  - 放送大学大阪学習センター
- 小・中・高校
  - 大阪教育大学附属高等学校天王寺校舎
  - 大阪教育大学附属天王寺中学校
  - 大阪教育大学附属天王寺小学校
  - 大阪府立天王寺高等学校
  - 大阪星光学院中学校・高等学校
  - 四天王寺中学校・高等学校
  - 大谷中学校・高等学校
  - あべの翔学高等学校
  - YMCA学院高等学校
- サポート校
  - トライ式高等学院天王寺駅前校
- 専門学校
  - 辻調理師専門学校・辻製菓専門学校・エコール辻
  - アイム・キンキ理容美容専門学校
  - 理容美容専門学校西日本ヘアメイクカレッジ
  - 関西きもの専門学校本校
  - 関西外語専門学校
  - 天王寺経理専門学校
  - 大阪IT＆プログラミング会計専門学校天王寺校
  - 大阪法律・公務員専門学校天王寺校
  - 大阪動物専門学校天王寺校
  - 大阪社体スポーツ専門学校
  - 大阪警察病院看護専門学校
  - 大阪府医師会看護専門学校
- 予備校
  - 河合塾天王寺校
  - 夕陽丘予備校
  - 天王寺予備校
- その他
  - 南YMCA

### 医療機関
- 大阪市保健所（あべのメディックス内）
- 大阪公立大学医学部附属病院
- 大阪鉄道病院
- 四天王寺病院
- 西下胃腸病院
- 相原第二病院

### その他
- ハローワーク阿倍野（職業紹介コーナー、わかものハローワーク）
- あべのハルカス美術館
- 四天王寺
  - 四天王寺本坊庭園
  - 庚申堂（境外仏堂）
- 一心寺
  - 一心寺シアター倶楽
- 西光寺
- 庚申街道
- 西日本旅客鉄道大阪支社
- 飛田新地料理組合
- 日本年金機構 天王寺年金事務所
- 住友生命 大阪南支社
- 大和証券 阿倍野支店
- 日本脳卒中協会
- 大阪市立阿倍野防災センター（あべのタスカル）

※かつては「あべのプール」があった。

## 隣の駅
西日本旅客鉄道（JR西日本）
- 特急「はるか」「くろしお」「らくラクやまと」停車駅

 大和路線（関西本線）
■大和路快速・■区間快速
久宝寺駅 (JR-Q24) - 天王寺駅 (JR-Q20・JR-O01) - 新今宮駅 (JR-O19)
■快速
久宝寺駅 (JR-Q24) - 天王寺駅 (JR-Q20) - 新今宮駅 (JR-Q19)
■普通
東部市場前駅 (JR-Q21) - 天王寺駅 (JR-Q20) - 新今宮駅 (JR-Q19)
 大阪環状線
■普通
新今宮駅 (JR-O19) - 天王寺駅 (JR-O01) - 寺田町駅 (JR-O02)
 阪和線
■関空快速・■紀州路快速・■快速・■直通快速
新今宮駅 (JR-O19)（大阪環状線） - 天王寺駅 (JR-O01・JR-R20) - 堺市駅 (JR-R28)
■区間快速
天王寺駅 (JR-R20) - 堺市駅 (JR-R28)
■普通
天王寺駅 (JR-R20) - 美章園駅 (JR-R21)
大阪市高速電気軌道（Osaka Metro）
 御堂筋線
動物園前駅 (M22) - 天王寺駅 (M23) - 昭和町駅 (M24)
 谷町線
四天王寺前夕陽ヶ丘駅 (T26) - 天王寺駅 (T27) - 阿倍野駅 (T28)
阪堺電気軌道
■上町線
天王寺駅前停留場 (HN01) - 阿倍野停留場 (HN02)

### かつて存在した路線
南海電気鉄道
天王寺支線
大門通駅 - 天王寺駅（1949年まで）
今池町駅 - 天王寺駅（部分廃止前）
飛田本通駅 - 天王寺駅（部分廃止後）

### 記事本文